# Lista de asteroides (468001-469000)
Esta é uma lista parcial de asteroides, do asteroide número 468001 até o 469000, inclusive. Veja também o índice com todas as listas disponíveis.

| Objeto Próximos à Terra | Cinturão de asteroides (interno) | Cinturão de asteroides (externo) | Centauro       |
| Cruzador de Marte       | Cinturão de asteroides (meio)    | Troianos de Júpiter              | Transnetuniano |

Veja mais dados de cada asteroide na ligação externa para o Minor Planet Center na última coluna.
Índice: 468001... 468101... 468201... 468301... 468401... 468501... 468601... 468701... 468801... 468901... 

## 468001–468100
| Designação | Designação | Descoberta  | Descoberta    | Descobridor(es)     | Categoria | Mais informações / Referência |
| Permanente | Provisória | Data        | Local         | Descobridor(es)     | Categoria | Mais informações / Referência |
| ---------- | ---------- | ----------- | ------------- | ------------------- | --------- | ----------------------------- |
| 468001     | 2012 UG166 | 7 abr 2005  | Mount Lemmon  | Mount Lemmon Survey | Vesta     | MPC                           |
| 468002     | 2012 VH26  | 24 abr 2007 | Mount Lemmon  | Mount Lemmon Survey | —         | MPC                           |
| 468003     | 2012 VC51  | 13 abr 2010 | Mount Lemmon  | Mount Lemmon Survey | —         | MPC                           |
| 468004     | 2012 XD17  | 5 dez 2012  | Mount Lemmon  | Mount Lemmon Survey | —         | MPC                           |
| 468005     | 2012 XD112 | 10 dez 2012 | Kitt Peak     | Spacewatch          | —         | MPC                           |
| 468006     | 2012 XL128 | 25 jun 2010 | WISE          | WISE                | —         | MPC                           |
| 468007     | 2013 AR    | 4 nov 2004  | Catalina      | CSS                 | —         | MPC                           |
| 468008     | 2013 AO6   | 13 jan 2005 | Catalina      | CSS                 | Juno      | MPC                           |
| 468009     | 2013 AS40  | 22 set 2009 | Kitt Peak     | Spacewatch          | Vesta     | MPC                           |
| 468010     | 2013 AW63  | 11 mar 2008 | Catalina      | CSS                 | —         | MPC                           |
| 468011     | 2013 AO103 | 21 dez 2012 | Mount Lemmon  | Mount Lemmon Survey | Vesta     | MPC                           |
| 468012     | 2013 BP16  | 13 jan 2013 | Mount Lemmon  | Mount Lemmon Survey | Vesta     | MPC                           |
| 468013     | 2013 BY17  | 17 set 2009 | Kitt Peak     | Spacewatch          | Vesta     | MPC                           |
| 468014     | 2013 BN35  | 17 out 2010 | Mount Lemmon  | Mount Lemmon Survey | Vesta     | MPC                           |
| 468015     | 2013 BB54  | 12 out 2010 | Mount Lemmon  | Mount Lemmon Survey | Vesta     | MPC                           |
| 468016     | 2013 BU75  | 30 nov 2010 | Mount Lemmon  | Mount Lemmon Survey | Vesta     | MPC                           |
| 468017     | 2013 CH1   | 9 fev 2008  | Mount Lemmon  | Mount Lemmon Survey | —         | MPC                           |
| 468018     | 2013 CU128 | 29 ago 2006 | Kitt Peak     | Spacewatch          | —         | MPC                           |
| 468019     | 2013 CG182 | 19 set 2006 | Catalina      | CSS                 | —         | MPC                           |
| 468020     | 2013 CD189 | 14 dez 2006 | Mount Lemmon  | Mount Lemmon Survey | —         | MPC                           |
| 468021     | 2013 DR13  | 19 set 2006 | Catalina      | CSS                 | Juno      | MPC                           |
| 468022     | 2013 EV4   | 14 fev 2010 | Mount Lemmon  | Mount Lemmon Survey | —         | MPC                           |
| 468023     | 2013 LY20  | 13 jun 2005 | Mount Lemmon  | Mount Lemmon Survey | —         | MPC                           |
| 468024     | 2013 MX4   | 3 jul 2003  | Kitt Peak     | Spacewatch          | —         | MPC                           |
| 468025     | 2013 MN6   | 10 jan 2008 | Mount Lemmon  | Mount Lemmon Survey | —         | MPC                           |
| 468026     | 2013 NR7   | 18 jul 2010 | WISE          | WISE                | —         | MPC                           |
| 468027     | 2013 OR9   | 10 nov 2010 | Kitt Peak     | Spacewatch          | —         | MPC                           |
| 468028     | 2013 PS1   | 1 nov 2010  | Mount Lemmon  | Mount Lemmon Survey | —         | MPC                           |
| 468029     | 2013 PS5   | 19 set 2006 | Catalina      | CSS                 | —         | MPC                           |
| 468030     | 2013 PG25  | 9 ago 2013  | Kitt Peak     | Spacewatch          | —         | MPC                           |
| 468031     | 2013 PA30  | 4 jul 2005  | Mount Lemmon  | Mount Lemmon Survey | —         | MPC                           |
| 468032     | 2013 PE55  | 16 mar 2012 | Mount Lemmon  | Mount Lemmon Survey | —         | MPC                           |
| 468033     | 2013 PR73  | 25 nov 2009 | Kitt Peak     | Spacewatch          | —         | MPC                           |
| 468034     | 2013 PH74  | 12 fev 2004 | Kitt Peak     | Spacewatch          | —         | MPC                           |
| 468035     | 2013 QM2   | 6 set 1996  | Kitt Peak     | Spacewatch          | —         | MPC                           |
| 468036     | 2013 QN3   | 3 nov 2010  | Mount Lemmon  | Mount Lemmon Survey | —         | MPC                           |
| 468037     | 2013 QL22  | 4 abr 2008  | Mount Lemmon  | Mount Lemmon Survey | —         | MPC                           |
| 468038     | 2013 QD27  | 11 mar 2008 | Kitt Peak     | Spacewatch          | —         | MPC                           |
| 468039     | 2013 QW31  | 1 mar 2012  | Mount Lemmon  | Mount Lemmon Survey | —         | MPC                           |
| 468040     | 2013 QH39  | 30 jul 2013 | Kitt Peak     | Spacewatch          | —         | MPC                           |
| 468041     | 2013 QP58  | 10 out 1999 | Kitt Peak     | Spacewatch          | —         | MPC                           |
| 468042     | 2013 QO67  | 23 fev 2007 | Mount Lemmon  | Mount Lemmon Survey | —         | MPC                           |
| 468043     | 2013 QA68  | 2 abr 2009  | Kitt Peak     | Spacewatch          | —         | MPC                           |
| 468044     | 2013 QU74  | 20 jul 1998 | Caussols      | ODAS                | —         | MPC                           |
| 468045     | 2013 QB85  | 6 nov 2010  | Mount Lemmon  | Mount Lemmon Survey | —         | MPC                           |
| 468046     | 2013 QL95  | 17 mar 2012 | Mount Lemmon  | Mount Lemmon Survey | —         | MPC                           |
| 468047     | 2013 RT11  | 13 fev 2008 | Mount Lemmon  | Mount Lemmon Survey | —         | MPC                           |
| 468048     | 2013 RN18  | 27 out 2006 | Kitt Peak     | Spacewatch          | —         | MPC                           |
| 468049     | 2013 RK23  | 30 mar 2011 | Mount Lemmon  | Mount Lemmon Survey | —         | MPC                           |
| 468050     | 2013 RW32  | 29 mar 2008 | Mount Lemmon  | Mount Lemmon Survey | —         | MPC                           |
| 468051     | 2013 RA36  | 6 jan 2010  | Kitt Peak     | Spacewatch          | —         | MPC                           |
| 468052     | 2013 RK48  | 3 nov 1999  | Kitt Peak     | Spacewatch          | —         | MPC                           |
| 468053     | 2013 RT51  | 9 out 2004  | Kitt Peak     | Spacewatch          | —         | MPC                           |
| 468054     | 2013 RC63  | 7 dez 2005  | Kitt Peak     | Spacewatch          | Henan     | MPC                           |
| 468055     | 2013 RC67  | 8 out 2004  | Kitt Peak     | Spacewatch          | —         | MPC                           |
| 468056     | 2013 RX75  | 16 abr 2005 | Kitt Peak     | Spacewatch          | —         | MPC                           |
| 468057     | 2013 RC85  | 16 nov 2009 | Mount Lemmon  | Mount Lemmon Survey | —         | MPC                           |
| 468058     | 2013 RP93  | 17 nov 2006 | Mount Lemmon  | Mount Lemmon Survey | —         | MPC                           |
| 468059     | 2013 SN15  | 19 set 1995 | Kitt Peak     | Spacewatch          | —         | MPC                           |
| 468060     | 2013 SV22  | 28 mar 2012 | Kitt Peak     | Spacewatch          | —         | MPC                           |
| 468061     | 2013 SE24  | 24 mar 2012 | Mount Lemmon  | Mount Lemmon Survey | —         | MPC                           |
| 468062     | 2013 SP25  | 9 fev 2010  | Kitt Peak     | Spacewatch          | —         | MPC                           |
| 468063     | 2013 SR30  | 8 mai 2005  | Mount Lemmon  | Mount Lemmon Survey | Mitidika  | MPC                           |
| 468064     | 2013 SD31  | 20 nov 2006 | Kitt Peak     | Spacewatch          | —         | MPC                           |
| 468065     | 2013 SP34  | 28 jul 2009 | Catalina      | CSS                 | Mitidika  | MPC                           |
| 468066     | 2013 SB41  | 19 set 2006 | Catalina      | CSS                 | —         | MPC                           |
| 468067     | 2013 SR51  | 5 dez 2005  | Kitt Peak     | Spacewatch          | —         | MPC                           |
| 468068     | 2013 SK56  | 4 jul 2005  | Kitt Peak     | Spacewatch          | —         | MPC                           |
| 468069     | 2013 SQ56  | 2 mar 2011  | Kitt Peak     | Spacewatch          | —         | MPC                           |
| 468070     | 2013 ST72  | 13 mar 2012 | Mount Lemmon  | Mount Lemmon Survey | —         | MPC                           |
| 468071     | 2013 SC75  | 10 abr 2005 | Mount Lemmon  | Mount Lemmon Survey | —         | MPC                           |
| 468072     | 2013 SN75  | 1 out 2005  | Mount Lemmon  | Mount Lemmon Survey | —         | MPC                           |
| 468073     | 2013 SA77  | 20 set 2009 | Mount Lemmon  | Mount Lemmon Survey | Phocaea   | MPC                           |
| 468074     | 2013 TB7   | 2 ago 2009  | Siding Spring | SSS                 | —         | MPC                           |
| 468075     | 2013 TS13  | 28 set 2006 | Mount Lemmon  | Mount Lemmon Survey | Mitidika  | MPC                           |
| 468076     | 2013 TS14  | 29 set 2009 | Mount Lemmon  | Mount Lemmon Survey | Phocaea   | MPC                           |
| 468077     | 2013 TU14  | 10 nov 2006 | Kitt Peak     | Spacewatch          | —         | MPC                           |
| 468078     | 2013 TB20  | 23 jun 2009 | Mount Lemmon  | Mount Lemmon Survey | Mitidika  | MPC                           |
| 468079     | 2013 TH29  | 9 nov 2008  | Kitt Peak     | Spacewatch          | Brangane  | MPC                           |
| 468080     | 2013 TO46  | 29 mar 2011 | Mount Lemmon  | Mount Lemmon Survey | —         | MPC                           |
| 468081     | 2013 TO50  | 19 ago 2009 | Kitt Peak     | Spacewatch          | —         | MPC                           |
| 468082     | 2013 TL51  | 17 jun 2009 | Kitt Peak     | Spacewatch          | —         | MPC                           |
| 468083     | 2013 TF55  | 4 out 2013  | Mount Lemmon  | Mount Lemmon Survey | —         | MPC                           |
| 468084     | 2013 TN62  | 28 out 2005 | Kitt Peak     | Spacewatch          | —         | MPC                           |
| 468085     | 2013 TT73  | 5 mai 2008  | Mount Lemmon  | Mount Lemmon Survey | —         | MPC                           |
| 468086     | 2013 TX80  | 21 out 2006 | Kitt Peak     | Spacewatch          | —         | MPC                           |
| 468087     | 2013 TQ95  | 15 mar 2010 | Mount Lemmon  | Mount Lemmon Survey | —         | MPC                           |
| 468088     | 2013 TT101 | 2 out 2013  | Kitt Peak     | Spacewatch          | —         | MPC                           |
| 468089     | 2013 TV103 | 3 out 2013  | Kitt Peak     | Spacewatch          | —         | MPC                           |
| 468090     | 2013 TC122 | 26 set 2000 | Socorro       | LINEAR              | —         | MPC                           |
| 468091     | 2013 TT143 | 13 set 2013 | Mount Lemmon  | Mount Lemmon Survey | —         | MPC                           |
| 468092     | 2013 TS155 | 21 nov 2008 | Kitt Peak     | Spacewatch          | —         | MPC                           |
| 468093     | 2013 UZ9   | 24 abr 2011 | Mount Lemmon  | Mount Lemmon Survey | Brangane  | MPC                           |
| 468094     | 2013 UL13  | 17 ago 2009 | Siding Spring | SSS                 | —         | MPC                           |
| 468095     | 2013 UW13  | 13 jul 2010 | WISE          | WISE                | —         | MPC                           |
| 468096     | 2013 VQ3   | 19 nov 2008 | Kitt Peak     | Spacewatch          | —         | MPC                           |
| 468097     | 2013 VC4   | 27 jan 2006 | Kitt Peak     | Spacewatch          | —         | MPC                           |
| 468098     | 2013 VW5   | 20 set 2009 | Mount Lemmon  | Mount Lemmon Survey | —         | MPC                           |
| 468099     | 2013 VF11  | 16 set 2009 | Catalina      | CSS                 | —         | MPC                           |
| 468100     | 2013 VA18  | 7 jan 2010  | Kitt Peak     | Spacewatch          | —         | MPC                           |

## 468101–468200
| Designação | Designação | Descoberta  | Descoberta    | Descobridor(es)     | Categoria | Mais informações / Referência |
| Permanente | Provisória | Data        | Local         | Descobridor(es)     | Categoria | Mais informações / Referência |
| ---------- | ---------- | ----------- | ------------- | ------------------- | --------- | ----------------------------- |
| 468101     | 2013 WW3   | 27 jan 2006 | Kitt Peak     | Spacewatch          | —         | MPC                           |
| 468102     | 2013 WX5   | 12 out 2007 | Catalina      | CSS                 | —         | MPC                           |
| 468103     | 2013 WN6   | 12 mar 2011 | Mount Lemmon  | Mount Lemmon Survey | —         | MPC                           |
| 468104     | 2013 WK23  | 17 mar 2004 | Kitt Peak     | Spacewatch          | —         | MPC                           |
| 468105     | 2013 WT24  | 26 out 2000 | Kitt Peak     | Spacewatch          | —         | MPC                           |
| 468106     | 2013 WE63  | 1 nov 2008  | Kitt Peak     | Spacewatch          | —         | MPC                           |
| 468107     | 2013 WN73  | 10 ago 2007 | Kitt Peak     | Spacewatch          | —         | MPC                           |
| 468108     | 2013 WO97  | 2 nov 2013  | Mount Lemmon  | Mount Lemmon Survey | —         | MPC                           |
| 468109     | 2013 WO107 | 26 out 2013 | Kitt Peak     | Spacewatch          | Brangane  | MPC                           |
| 468110     | 2013 XQ13  | 8 nov 2007  | Socorro       | LINEAR              | —         | MPC                           |
| 468111     | 2013 YH3   | 28 nov 2013 | Kitt Peak     | Spacewatch          | —         | MPC                           |
| 468112     | 2013 YK38  | 4 abr 2011  | Catalina      | CSS                 | —         | MPC                           |
| 468113     | 2013 YC53  | 22 set 2012 | Mount Lemmon  | Mount Lemmon Survey | Brangane  | MPC                           |
| 468114     | 2013 YK54  | 21 abr 2012 | Mount Lemmon  | Mount Lemmon Survey | —         | MPC                           |
| 468115     | 2013 YN54  | 1 fev 2010  | WISE          | WISE                | —         | MPC                           |
| 468116     | 2013 YL103 | 26 mai 2006 | Mount Lemmon  | Mount Lemmon Survey | —         | MPC                           |
| 468117     | 2014 ED    | 1 mar 2014  | WISE          | WISE                | —         | MPC                           |
| 468118     | 2014 EO38  | 5 jan 2013  | Kitt Peak     | Spacewatch          | Vesta     | MPC                           |
| 468119     | 2014 QY2   | 25 mai 2011 | Kitt Peak     | Spacewatch          | —         | MPC                           |
| 468120     | 2014 QB254 | 5 nov 2005  | Catalina      | CSS                 | —         | MPC                           |
| 468121     | 2014 SN298 | 16 mai 2013 | Mount Lemmon  | Mount Lemmon Survey | —         | MPC                           |
| 468122     | 2014 TK11  | 8 nov 2010  | Mount Lemmon  | Mount Lemmon Survey | —         | MPC                           |
| 468123     | 2014 TC45  | 1 out 2006  | Kitt Peak     | Spacewatch          | —         | MPC                           |
| 468124     | 2014 TG65  | 15 abr 2008 | Kitt Peak     | Spacewatch          | —         | MPC                           |
| 468125     | 2014 UF7   | 19 out 2006 | Kitt Peak     | Spacewatch          | —         | MPC                           |
| 468126     | 2014 UO32  | 18 abr 2012 | Kitt Peak     | Spacewatch          | —         | MPC                           |
| 468127     | 2014 UA36  | 18 jan 2008 | Mount Lemmon  | Mount Lemmon Survey | —         | MPC                           |
| 468128     | 2014 UW66  | 12 abr 2005 | Anderson Mesa | LONEOS              | —         | MPC                           |
| 468129     | 2014 UD67  | 7 out 2004  | Kitt Peak     | Spacewatch          | —         | MPC                           |
| 468130     | 2014 UF85  | 20 out 2007 | Kitt Peak     | Spacewatch          | —         | MPC                           |
| 468131     | 2014 UW88  | 21 nov 2008 | Kitt Peak     | Spacewatch          | —         | MPC                           |
| 468132     | 2014 UJ99  | 3 fev 2009  | Kitt Peak     | Spacewatch          | —         | MPC                           |
| 468133     | 2014 UZ106 | 8 out 2004  | Kitt Peak     | Spacewatch          | —         | MPC                           |
| 468134     | 2014 UD109 | 24 out 2014 | Kitt Peak     | Spacewatch          | Phocaea   | MPC                           |
| 468135     | 2014 UY114 | 18 nov 2006 | Mount Lemmon  | Mount Lemmon Survey | —         | MPC                           |
| 468136     | 2014 UZ119 | 28 set 2003 | Kitt Peak     | Spacewatch          | —         | MPC                           |
| 468137     | 2014 UZ121 | 23 fev 2012 | Mount Lemmon  | Mount Lemmon Survey | Phocaea   | MPC                           |
| 468138     | 2014 UC133 | 25 dez 2011 | Mount Lemmon  | Mount Lemmon Survey | —         | MPC                           |
| 468139     | 2014 UY134 | 17 out 1995 | Kitt Peak     | Spacewatch          | —         | MPC                           |
| 468140     | 2014 UA139 | 12 mar 2010 | WISE          | WISE                | —         | MPC                           |
| 468141     | 2014 UY142 | 30 abr 2008 | Mount Lemmon  | Mount Lemmon Survey | —         | MPC                           |
| 468142     | 2014 UE150 | 23 nov 2006 | Mount Lemmon  | Mount Lemmon Survey | —         | MPC                           |
| 468143     | 2014 UF157 | 31 dez 2008 | Kitt Peak     | Spacewatch          | —         | MPC                           |
| 468144     | 2014 UT170 | 4 set 2003  | Kitt Peak     | Spacewatch          | —         | MPC                           |
| 468145     | 2014 WY21  | 28 out 2005 | Mount Lemmon  | Mount Lemmon Survey | —         | MPC                           |
| 468146     | 2014 WF24  | 14 mar 2011 | Mount Lemmon  | Mount Lemmon Survey | Brangane  | MPC                           |
| 468147     | 2014 WD28  | 4 dez 2007  | Mount Lemmon  | Mount Lemmon Survey | —         | MPC                           |
| 468148     | 2014 WF28  | 5 nov 2007  | Kitt Peak     | Spacewatch          | —         | MPC                           |
| 468149     | 2014 WD50  | 8 out 2010  | Kitt Peak     | Spacewatch          | —         | MPC                           |
| 468150     | 2014 WZ62  | 18 set 2010 | Mount Lemmon  | Mount Lemmon Survey | —         | MPC                           |
| 468151     | 2014 WW67  | 27 fev 2012 | Kitt Peak     | Spacewatch          | —         | MPC                           |
| 468152     | 2014 WM68  | 3 out 2006  | Mount Lemmon  | Mount Lemmon Survey | —         | MPC                           |
| 468153     | 2014 WL79  | 14 dez 2010 | Mount Lemmon  | Mount Lemmon Survey | —         | MPC                           |
| 468154     | 2014 WH85  | 18 out 2014 | Kitt Peak     | Spacewatch          | —         | MPC                           |
| 468155     | 2014 WY87  | 21 abr 1998 | Kitt Peak     | Spacewatch          | —         | MPC                           |
| 468156     | 2014 WK96  | 28 out 2008 | Mount Lemmon  | Mount Lemmon Survey | —         | MPC                           |
| 468157     | 2014 WH234 | 19 set 2009 | Kitt Peak     | Spacewatch          | —         | MPC                           |
| 468158     | 2014 WX251 | 4 jan 2011  | Mount Lemmon  | Mount Lemmon Survey | —         | MPC                           |
| 468159     | 2014 WC263 | 24 fev 2009 | Mount Lemmon  | Mount Lemmon Survey | —         | MPC                           |
| 468160     | 2014 WF281 | 14 out 2001 | Kitt Peak     | Spacewatch          | —         | MPC                           |
| 468161     | 2014 WX354 | 10 ago 2012 | Kitt Peak     | Spacewatch          | —         | MPC                           |
| 468162     | 2014 WA355 | 9 abr 2010  | WISE          | WISE                | —         | MPC                           |
| 468163     | 2014 WS383 | 11 mar 2005 | Kitt Peak     | Spacewatch          | —         | MPC                           |
| 468164     | 2014 WK398 | 14 abr 2008 | Mount Lemmon  | Mount Lemmon Survey | —         | MPC                           |
| 468165     | 2014 WQ398 | 18 nov 2009 | Mount Lemmon  | Mount Lemmon Survey | —         | MPC                           |
| 468166     | 2014 WR402 | 18 nov 2007 | Mount Lemmon  | Mount Lemmon Survey | —         | MPC                           |
| 468167     | 2014 WF426 | 21 set 2009 | Mount Lemmon  | Mount Lemmon Survey | —         | MPC                           |
| 468168     | 2014 WX473 | 1 mar 2009  | Kitt Peak     | Spacewatch          | —         | MPC                           |
| 468169     | 2014 WS478 | 11 nov 2004 | Socorro       | LINEAR              | —         | MPC                           |
| 468170     | 2014 WL481 | 10 abr 2005 | Kitt Peak     | Spacewatch          | —         | MPC                           |
| 468171     | 2014 WS481 | 27 mar 2011 | Mount Lemmon  | Mount Lemmon Survey | —         | MPC                           |
| 468172     | 2014 WD499 | 3 dez 2010  | Socorro       | LINEAR              | —         | MPC                           |
| 468173     | 2014 WE499 | 28 nov 2010 | Kitt Peak     | Spacewatch          | —         | MPC                           |
| 468174     | 2014 XM12  | 17 dez 2001 | Socorro       | LINEAR              | —         | MPC                           |
| 468175     | 2014 YY2   | 16 jun 2010 | WISE          | WISE                | —         | MPC                           |
| 468176     | 2014 YZ9   | 8 jan 2002  | Socorro       | LINEAR              | —         | MPC                           |
| 468177     | 2014 YQ10  | 18 fev 2010 | Kitt Peak     | Spacewatch          | —         | MPC                           |
| 468178     | 2014 YG13  | 22 jan 2004 | Socorro       | LINEAR              | —         | MPC                           |
| 468179     | 2014 YG28  | 15 out 2004 | Kitt Peak     | Spacewatch          | —         | MPC                           |
| 468180     | 2014 YJ38  | 30 abr 2003 | Kitt Peak     | Spacewatch          | —         | MPC                           |
| 468181     | 2015 AA12  | 30 abr 2011 | Mount Lemmon  | Mount Lemmon Survey | —         | MPC                           |
| 468182     | 2015 AX36  | 27 fev 2006 | Kitt Peak     | Spacewatch          | —         | MPC                           |
| 468183     | 2015 AD38  | 16 mai 2012 | Mount Lemmon  | Mount Lemmon Survey | —         | MPC                           |
| 468184     | 2015 AB119 | 26 jan 2006 | Kitt Peak     | Spacewatch          | —         | MPC                           |
| 468185     | 2015 AA144 | 19 set 2009 | Mount Lemmon  | Mount Lemmon Survey | —         | MPC                           |
| 468186     | 2015 AV168 | 19 fev 2010 | Mount Lemmon  | Mount Lemmon Survey | —         | MPC                           |
| 468187     | 2015 AT174 | 14 mar 2007 | Mount Lemmon  | Mount Lemmon Survey | —         | MPC                           |
| 468188     | 2015 AP180 | 23 out 2014 | Mount Lemmon  | Mount Lemmon Survey | —         | MPC                           |
| 468189     | 2015 AX181 | 29 jan 2011 | Mount Lemmon  | Mount Lemmon Survey | —         | MPC                           |
| 468190     | 2015 AB195 | 30 out 2005 | Kitt Peak     | Spacewatch          | —         | MPC                           |
| 468191     | 2015 AP241 | 31 jan 2006 | Kitt Peak     | Spacewatch          | —         | MPC                           |
| 468192     | 2015 AV241 | 21 mai 2011 | Mount Lemmon  | Mount Lemmon Survey | Brangane  | MPC                           |
| 468193     | 2015 AM248 | 9 abr 2010  | WISE          | WISE                | —         | MPC                           |
| 468194     | 2015 AD252 | 10 jan 2011 | Mount Lemmon  | Mount Lemmon Survey | —         | MPC                           |
| 468195     | 2015 AD258 | 25 out 2008 | Mount Lemmon  | Mount Lemmon Survey | —         | MPC                           |
| 468196     | 2015 AC262 | 10 fev 2010 | WISE          | WISE                | —         | MPC                           |
| 468197     | 2015 AA273 | 27 jan 2007 | Kitt Peak     | Spacewatch          | —         | MPC                           |
| 468198     | 2015 AK279 | 16 jan 1999 | Kitt Peak     | Spacewatch          | —         | MPC                           |
| 468199     | 2015 BK1   | 11 set 2004 | Kitt Peak     | Spacewatch          | —         | MPC                           |
| 468200     | 2015 BC11  | 21 out 2009 | Mount Lemmon  | Mount Lemmon Survey | —         | MPC                           |

## 468201–468300
| Designação | Designação | Descoberta  | Descoberta   | Descobridor(es)     | Categoria | Mais informações / Referência |
| Permanente | Provisória | Data        | Local        | Descobridor(es)     | Categoria | Mais informações / Referência |
| ---------- | ---------- | ----------- | ------------ | ------------------- | --------- | ----------------------------- |
| 468201     | 2015 BE27  | 17 fev 2004 | Kitt Peak    | Spacewatch          | —         | MPC                           |
| 468202     | 2015 BH31  | 16 fev 2010 | Kitt Peak    | Spacewatch          | —         | MPC                           |
| 468203     | 2015 BK39  | 31 mai 2010 | WISE         | WISE                | —         | MPC                           |
| 468204     | 2015 BZ40  | 1 nov 2013  | Mount Lemmon | Mount Lemmon Survey | —         | MPC                           |
| 468205     | 2015 BJ41  | 20 fev 2006 | Kitt Peak    | Spacewatch          | —         | MPC                           |
| 468206     | 2015 BV42  | 28 set 2009 | Kitt Peak    | Spacewatch          | —         | MPC                           |
| 468207     | 2015 BG53  | 28 out 2008 | Mount Lemmon | Mount Lemmon Survey | —         | MPC                           |
| 468208     | 2015 BF58  | 10 fev 2008 | Kitt Peak    | Spacewatch          | —         | MPC                           |
| 468209     | 2015 BT60  | 31 jan 2006 | Kitt Peak    | Spacewatch          | Henan     | MPC                           |
| 468210     | 2015 BX60  | 19 fev 2010 | Mount Lemmon | Mount Lemmon Survey | —         | MPC                           |
| 468211     | 2015 BX63  | 14 jun 2010 | WISE         | WISE                | —         | MPC                           |
| 468212     | 2015 BP64  | 18 fev 2010 | Mount Lemmon | Mount Lemmon Survey | —         | MPC                           |
| 468213     | 2015 BX73  | 12 abr 2005 | Kitt Peak    | Spacewatch          | —         | MPC                           |
| 468214     | 2015 BZ73  | 22 dez 2005 | Kitt Peak    | Spacewatch          | —         | MPC                           |
| 468215     | 2015 BC84  | 4 out 2013  | Mount Lemmon | Mount Lemmon Survey | —         | MPC                           |
| 468216     | 2015 BF85  | 17 nov 2009 | Mount Lemmon | Mount Lemmon Survey | —         | MPC                           |
| 468217     | 2015 BH87  | 28 jan 2006 | Kitt Peak    | Spacewatch          | —         | MPC                           |
| 468218     | 2015 BP98  | 9 out 2008  | Mount Lemmon | Mount Lemmon Survey | —         | MPC                           |
| 468219     | 2015 BB100 | 23 set 2008 | Kitt Peak    | Spacewatch          | —         | MPC                           |
| 468220     | 2015 BA105 | 13 jan 2002 | Socorro      | LINEAR              | —         | MPC                           |
| 468221     | 2015 BG109 | 14 dez 1998 | Kitt Peak    | Spacewatch          | —         | MPC                           |
| 468222     | 2015 BA122 | 15 jun 2012 | Kitt Peak    | Spacewatch          | —         | MPC                           |
| 468223     | 2015 BN126 | 16 fev 2010 | Mount Lemmon | Mount Lemmon Survey | —         | MPC                           |
| 468224     | 2015 BG132 | 4 set 2008  | Kitt Peak    | Spacewatch          | —         | MPC                           |
| 468225     | 2015 BJ133 | 7 nov 2008  | Mount Lemmon | Mount Lemmon Survey | —         | MPC                           |
| 468226     | 2015 BS143 | 18 dez 2009 | Kitt Peak    | Spacewatch          | —         | MPC                           |
| 468227     | 2015 BC162 | 4 dez 2005  | Kitt Peak    | Spacewatch          | —         | MPC                           |
| 468228     | 2015 BJ169 | 14 set 2006 | Catalina     | CSS                 | —         | MPC                           |
| 468229     | 2015 BR170 | 10 ago 2007 | Kitt Peak    | Spacewatch          | —         | MPC                           |
| 468230     | 2015 BV171 | 4 jan 2006  | Mount Lemmon | Mount Lemmon Survey | —         | MPC                           |
| 468231     | 2015 BH193 | 15 jan 2005 | Kitt Peak    | Spacewatch          | —         | MPC                           |
| 468232     | 2015 BU203 | 5 dez 2005  | Kitt Peak    | Spacewatch          | —         | MPC                           |
| 468233     | 2015 BV216 | 7 jan 2010  | Mount Lemmon | Mount Lemmon Survey | —         | MPC                           |
| 468234     | 2015 BG223 | 31 jan 2006 | Kitt Peak    | Spacewatch          | —         | MPC                           |
| 468235     | 2015 BP223 | 23 set 2008 | Catalina     | CSS                 | —         | MPC                           |
| 468236     | 2015 BZ223 | 7 jan 2006  | Mount Lemmon | Mount Lemmon Survey | —         | MPC                           |
| 468237     | 2015 BM228 | 15 jan 2010 | WISE         | WISE                | —         | MPC                           |
| 468238     | 2015 BJ238 | 14 abr 2007 | Mount Lemmon | Mount Lemmon Survey | —         | MPC                           |
| 468239     | 2015 BB241 | 15 nov 2003 | Kitt Peak    | Spacewatch          | —         | MPC                           |
| 468240     | 2015 BU242 | 23 mar 2004 | Kitt Peak    | Spacewatch          | Ursula    | MPC                           |
| 468241     | 2015 BX242 | 30 abr 2006 | Kitt Peak    | Spacewatch          | —         | MPC                           |
| 468242     | 2015 BP245 | 28 dez 2005 | Mount Lemmon | Mount Lemmon Survey | —         | MPC                           |
| 468243     | 2015 BK246 | 26 jan 2006 | Kitt Peak    | Spacewatch          | —         | MPC                           |
| 468244     | 2015 BX249 | 17 dez 2009 | Kitt Peak    | Spacewatch          | —         | MPC                           |
| 468245     | 2015 BV253 | 1 out 1999  | Kitt Peak    | Spacewatch          | —         | MPC                           |
| 468246     | 2015 BE255 | 18 dez 2003 | Kitt Peak    | Spacewatch          | Brangane  | MPC                           |
| 468247     | 2015 BG256 | 28 abr 2012 | Mount Lemmon | Mount Lemmon Survey | —         | MPC                           |
| 468248     | 2015 BD258 | 8 jan 2010  | Kitt Peak    | Spacewatch          | —         | MPC                           |
| 468249     | 2015 BT271 | 5 jun 2010  | WISE         | WISE                | Brangane  | MPC                           |
| 468250     | 2015 BO278 | 13 fev 2010 | Mount Lemmon | Mount Lemmon Survey | —         | MPC                           |
| 468251     | 2015 BT285 | 12 fev 2004 | Kitt Peak    | Spacewatch          | —         | MPC                           |
| 468252     | 2015 BF289 | 9 out 2004  | Kitt Peak    | Spacewatch          | —         | MPC                           |
| 468253     | 2015 BQ291 | 27 jun 2010 | WISE         | WISE                | —         | MPC                           |
| 468254     | 2015 BV306 | 27 out 2013 | Catalina     | CSS                 | —         | MPC                           |
| 468255     | 2015 BS310 | 21 mar 2010 | Catalina     | CSS                 | Brangane  | MPC                           |
| 468256     | 2015 BE326 | 8 out 2008  | Kitt Peak    | Spacewatch          | —         | MPC                           |
| 468257     | 2015 BW346 | 10 dez 2005 | Kitt Peak    | Spacewatch          | —         | MPC                           |
| 468258     | 2015 BZ347 | 20 mai 2006 | Kitt Peak    | Spacewatch          | —         | MPC                           |
| 468259     | 2015 BM361 | 24 nov 2009 | Kitt Peak    | Spacewatch          | —         | MPC                           |
| 468260     | 2015 BF383 | 10 nov 2009 | Mount Lemmon | Mount Lemmon Survey | —         | MPC                           |
| 468261     | 2015 BR396 | 8 mai 2010  | WISE         | WISE                | —         | MPC                           |
| 468262     | 2015 BH406 | 1 fev 2006  | Kitt Peak    | Spacewatch          | —         | MPC                           |
| 468263     | 2015 BA408 | 29 set 1994 | Kitt Peak    | Spacewatch          | Themis    | MPC                           |
| 468264     | 2015 BA455 | 10 fev 2010 | Kitt Peak    | Spacewatch          | —         | MPC                           |
| 468265     | 2015 BO471 | 14 out 2009 | Mount Lemmon | Mount Lemmon Survey | —         | MPC                           |
| 468266     | 2015 BF474 | 27 dez 2006 | Mount Lemmon | Mount Lemmon Survey | —         | MPC                           |
| 468267     | 2015 BX480 | 10 dez 2009 | Mount Lemmon | Mount Lemmon Survey | —         | MPC                           |
| 468268     | 2015 BO497 | 12 set 2007 | Mount Lemmon | Mount Lemmon Survey | —         | MPC                           |
| 468269     | 2015 CK1   | 2 mar 2006  | Kitt Peak    | Spacewatch          | —         | MPC                           |
| 468270     | 2015 CE6   | 26 jan 2006 | Kitt Peak    | Spacewatch          | —         | MPC                           |
| 468271     | 2015 CJ9   | 16 jun 2010 | WISE         | WISE                | Ursula    | MPC                           |
| 468272     | 2015 CS14  | 24 set 2008 | Kitt Peak    | Spacewatch          | —         | MPC                           |
| 468273     | 2015 CD15  | 16 fev 2004 | Kitt Peak    | Spacewatch          | —         | MPC                           |
| 468274     | 2015 CK15  | 6 jan 2010  | Kitt Peak    | Spacewatch          | —         | MPC                           |
| 468275     | 2015 CE28  | 23 jun 2010 | WISE         | WISE                | —         | MPC                           |
| 468276     | 2015 CX28  | 25 abr 2007 | Kitt Peak    | Spacewatch          | —         | MPC                           |
| 468277     | 2015 CT36  | 15 set 2007 | Mount Lemmon | Mount Lemmon Survey | —         | MPC                           |
| 468278     | 2015 CZ42  | 11 out 2012 | Mount Lemmon | Mount Lemmon Survey | Eos       | MPC                           |
| 468279     | 2015 DX4   | 15 out 2009 | Catalina     | CSS                 | —         | MPC                           |
| 468280     | 2015 DE12  | 20 mar 2010 | Mount Lemmon | Mount Lemmon Survey | —         | MPC                           |
| 468281     | 2015 DY13  | 15 set 2004 | Kitt Peak    | Spacewatch          | —         | MPC                           |
| 468282     | 2015 DM65  | 21 dez 2008 | Kitt Peak    | Spacewatch          | —         | MPC                           |
| 468283     | 2015 DP68  | 26 fev 2008 | Mount Lemmon | Mount Lemmon Survey | —         | MPC                           |
| 468284     | 2015 DQ80  | 1 jan 2009  | Kitt Peak    | Spacewatch          | —         | MPC                           |
| 468285     | 2015 DO100 | 18 nov 2008 | Kitt Peak    | Spacewatch          | —         | MPC                           |
| 468286     | 2015 DX108 | 25 abr 2007 | Kitt Peak    | Spacewatch          | —         | MPC                           |
| 468287     | 2015 DH111 | 6 out 2007  | Kitt Peak    | Spacewatch          | —         | MPC                           |
| 468288     | 2015 DW140 | 26 set 2008 | Kitt Peak    | Spacewatch          | —         | MPC                           |
| 468289     | 2015 DA147 | 22 set 2008 | Catalina     | CSS                 | —         | MPC                           |
| 468290     | 2015 DT159 | 2 jan 2009  | Mount Lemmon | Mount Lemmon Survey | Brangane  | MPC                           |
| 468291     | 2015 DV161 | 29 dez 2003 | Kitt Peak    | Spacewatch          | —         | MPC                           |
| 468292     | 2015 DU172 | 12 out 2007 | Mount Lemmon | Mount Lemmon Survey | —         | MPC                           |
| 468293     | 2015 DF173 | 6 out 1999  | Kitt Peak    | Spacewatch          | —         | MPC                           |
| 468294     | 2015 DW193 | 1 jan 2009  | Mount Lemmon | Mount Lemmon Survey | —         | MPC                           |
| 468295     | 2015 EV2   | 29 dez 2003 | Kitt Peak    | Spacewatch          | —         | MPC                           |
| 468296     | 2015 EP13  | 9 nov 1999  | Kitt Peak    | Spacewatch          | —         | MPC                           |
| 468297     | 2015 EZ16  | 10 out 2004 | Kitt Peak    | Spacewatch          | —         | MPC                           |
| 468298     | 2015 EP17  | 21 dez 2008 | Kitt Peak    | Spacewatch          | —         | MPC                           |
| 468299     | 2015 ET18  | 3 nov 2005  | Catalina     | CSS                 | —         | MPC                           |
| 468300     | 2015 FH3   | 27 dez 2006 | Kitt Peak    | Spacewatch          | —         | MPC                           |

## 468301–468400
| Designação | Designação | Descoberta  | Descoberta    | Descobridor(es)     | Categoria | Mais informações / Referência |
| Permanente | Provisória | Data        | Local         | Descobridor(es)     | Categoria | Mais informações / Referência |
| ---------- | ---------- | ----------- | ------------- | ------------------- | --------- | ----------------------------- |
| 468301     | 2015 FX125 | 14 jun 2012 | Mount Lemmon  | Mount Lemmon Survey | —         | MPC                           |
| 468302     | 2015 FO211 | 21 set 2009 | Kitt Peak     | Spacewatch          | Vesta     | MPC                           |
| 468303     | 2015 FO339 | 11 abr 2007 | Siding Spring | SSS                 | —         | MPC                           |
| 468304     | 2015 HC7   | 12 nov 2010 | Kitt Peak     | Spacewatch          | Vesta     | MPC                           |
| 468305     | 2015 YA8   | 21 ago 2008 | Kitt Peak     | Spacewatch          | —         | MPC                           |
| 468306     | 2016 AK75  | 8 mar 2005  | Catalina      | CSS                 | —         | MPC                           |
| 468307     | 2016 AB108 | 10 dez 2004 | Socorro       | LINEAR              | —         | MPC                           |
| 468308     | 2016 AM123 | 4 nov 2005  | Mount Lemmon  | Mount Lemmon Survey | —         | MPC                           |
| 468309     | 2016 AD128 | 19 jun 2004 | Anderson Mesa | LONEOS              | —         | MPC                           |
| 468310     | 2016 AC182 | 1 jun 2008  | Mount Lemmon  | Mount Lemmon Survey | —         | MPC                           |
| 468311     | 2016 BJ10  | 17 abr 2009 | Catalina      | CSS                 | —         | MPC                           |
| 468312     | 2016 BW38  | 27 jan 2006 | Catalina      | CSS                 | —         | MPC                           |
| 468313     | 2016 BU62  | 27 out 2003 | Kitt Peak     | Spacewatch          | —         | MPC                           |
| 468314     | 2016 CU26  | 30 mar 2008 | Catalina      | CSS                 | —         | MPC                           |
| 468315     | 2016 CJ49  | 13 jan 2002 | Kitt Peak     | Spacewatch          | —         | MPC                           |
| 468316     | 2016 CJ65  | 14 dez 2010 | Mount Lemmon  | Mount Lemmon Survey | —         | MPC                           |
| 468317     | 2016 CW65  | 8 dez 2010  | Catalina      | CSS                 | —         | MPC                           |
| 468318     | 2016 CP70  | 21 set 2003 | Kitt Peak     | Spacewatch          | —         | MPC                           |
| 468319     | 2016 CT71  | 3 nov 1999  | Kitt Peak     | Spacewatch          | —         | MPC                           |
| 468320     | 2016 CQ75  | 30 set 2010 | Mount Lemmon  | Mount Lemmon Survey | —         | MPC                           |
| 468321     | 2016 CD83  | 10 nov 2004 | Kitt Peak     | Spacewatch          | —         | MPC                           |
| 468322     | 2016 CX84  | 27 jan 2007 | Catalina      | CSS                 | Themis    | MPC                           |
| 468323     | 2016 CE89  | 2 mai 2006  | Mount Lemmon  | Mount Lemmon Survey | Brangane  | MPC                           |
| 468324     | 2016 CR102 | 17 jun 2009 | Mount Lemmon  | Mount Lemmon Survey | —         | MPC                           |
| 468325     | 2016 CM110 | 14 mar 2007 | Anderson Mesa | LONEOS              | —         | MPC                           |
| 468326     | 2016 CW149 | 3 mar 2005  | Catalina      | CSS                 | —         | MPC                           |
| 468327     | 2016 CT189 | 26 mar 2010 | WISE          | WISE                | —         | MPC                           |
| 468328     | 2016 CH225 | 18 dez 2009 | Mount Lemmon  | Mount Lemmon Survey | —         | MPC                           |
| 468329     | 2016 CU231 | 21 out 2006 | Catalina      | CSS                 | —         | MPC                           |
| 468330     | 2016 CP240 | 26 out 2005 | Kitt Peak     | Spacewatch          | —         | MPC                           |
| 468331     | 2016 CC243 | 16 nov 2006 | Mount Lemmon  | Mount Lemmon Survey | Phocaea   | MPC                           |
| 468332     | 2016 CJ243 | 17 mar 2012 | Catalina      | CSS                 | —         | MPC                           |
| 468333     | 2016 DK16  | 17 ago 2009 | Kitt Peak     | Spacewatch          | —         | MPC                           |
| 468334     | 2016 DK23  | 20 dez 2009 | Mount Lemmon  | Mount Lemmon Survey | —         | MPC                           |
| 468335     | 2016 ET4   | 7 abr 2008  | Mount Lemmon  | Mount Lemmon Survey | —         | MPC                           |
| 468336     | 2016 ET7   | 28 out 2008 | Mount Lemmon  | Mount Lemmon Survey | —         | MPC                           |
| 468337     | 2016 EN36  | 14 dez 2006 | Kitt Peak     | Spacewatch          | —         | MPC                           |
| 468338     | 2016 EW53  | 29 jan 2011 | Mount Lemmon  | Mount Lemmon Survey | —         | MPC                           |
| 468339     | 2016 EC63  | 12 jan 2010 | Kitt Peak     | Spacewatch          | —         | MPC                           |
| 468340     | 2016 EA65  | 9 fev 2010  | Kitt Peak     | Spacewatch          | —         | MPC                           |
| 468341     | 2016 EL66  | 10 mar 2005 | Mount Lemmon  | Mount Lemmon Survey | —         | MPC                           |
| 468342     | 2016 ER73  | 30 nov 2008 | Kitt Peak     | Spacewatch          | —         | MPC                           |
| 468343     | 2016 ED77  | 1 out 1999  | Kitt Peak     | Spacewatch          | —         | MPC                           |
| 468344     | 2016 EN79  | 7 jul 2005  | Kitt Peak     | Spacewatch          | —         | MPC                           |
| 468345     | 2016 EJ80  | 24 mai 2006 | Kitt Peak     | Spacewatch          | —         | MPC                           |
| 468346     | 2016 ER80  | 16 fev 2002 | Kitt Peak     | Spacewatch          | —         | MPC                           |
| 468347     | 2016 EN87  | 13 jan 2002 | Kitt Peak     | Spacewatch          | —         | MPC                           |
| 468348     | 2016 ER108 | 16 ago 2009 | Kitt Peak     | Spacewatch          | —         | MPC                           |
| 468349     | 2016 ER110 | 30 out 2008 | Mount Lemmon  | Mount Lemmon Survey | —         | MPC                           |
| 468350     | 2016 EH113 | 20 abr 2012 | Siding Spring | SSS                 | —         | MPC                           |
| 468351     | 2016 EO129 | 11 mar 2007 | Mount Lemmon  | Mount Lemmon Survey | —         | MPC                           |
| 468352     | 2016 EB136 | 5 abr 2000  | Kitt Peak     | Spacewatch          | —         | MPC                           |
| 468353     | 2016 EL136 | 18 set 2010 | Mount Lemmon  | Mount Lemmon Survey | —         | MPC                           |
| 468354     | 2016 EJ141 | 4 out 2007  | Mount Lemmon  | Mount Lemmon Survey | —         | MPC                           |
| 468355     | 2016 EF144 | 29 set 2009 | Mount Lemmon  | Mount Lemmon Survey | —         | MPC                           |
| 468356     | 2016 EP145 | 8 mar 2005  | Mount Lemmon  | Mount Lemmon Survey | —         | MPC                           |
| 468357     | 2016 EW154 | 12 out 2005 | Kitt Peak     | Spacewatch          | —         | MPC                           |
| 468358     | 2016 EH161 | 3 dez 2010  | Catalina      | CSS                 | —         | MPC                           |
| 468359     | 2016 EN161 | 28 jan 2007 | Catalina      | CSS                 | —         | MPC                           |
| 468360     | 2016 EM162 | 11 jan 1999 | Kitt Peak     | Spacewatch          | Phocaea   | MPC                           |
| 468361     | 2016 EC171 | 21 mar 2002 | Kitt Peak     | Spacewatch          | —         | MPC                           |
| 468362     | 2016 EC179 | 18 fev 2010 | Kitt Peak     | Spacewatch          | —         | MPC                           |
| 468363     | 2016 EH181 | 8 mai 2005  | Mount Lemmon  | Mount Lemmon Survey | —         | MPC                           |
| 468364     | 2016 EK187 | 9 nov 2009  | Kitt Peak     | Spacewatch          | —         | MPC                           |
| 468365     | 2016 EF196 | 25 fev 2012 | Mount Lemmon  | Mount Lemmon Survey | —         | MPC                           |
| 468366     | 2016 EO202 | 19 set 2001 | Socorro       | LINEAR              | —         | MPC                           |
| 468367     | 2016 FX9   | 22 nov 2009 | Mount Lemmon  | Mount Lemmon Survey | —         | MPC                           |
| 468368     | 2016 FV15  | 8 out 1996  | Kitt Peak     | Spacewatch          | —         | MPC                           |
| 468369     | 2016 FH34  | 30 abr 2011 | Mount Lemmon  | Mount Lemmon Survey | —         | MPC                           |
| 468370     | 2016 FG36  | 4 mar 2005  | Mount Lemmon  | Mount Lemmon Survey | —         | MPC                           |
| 468371     | 2016 FL36  | 24 mai 2001 | Kitt Peak     | Spacewatch          | —         | MPC                           |
| 468372     | 2016 FP38  | 7 nov 2007  | Mount Lemmon  | Mount Lemmon Survey | —         | MPC                           |
| 468373     | 2016 FG41  | 28 nov 2005 | Mount Lemmon  | Mount Lemmon Survey | —         | MPC                           |
| 468374     | 2016 FM43  | 9 mai 2002  | Socorro       | LINEAR              | —         | MPC                           |
| 468375     | 2016 FB46  | 31 jan 2006 | Kitt Peak     | Spacewatch          | —         | MPC                           |
| 468376     | 2016 FK54  | 1 set 2005  | Kitt Peak     | Spacewatch          | —         | MPC                           |
| 468377     | 2016 FV54  | 12 mar 2008 | Kitt Peak     | Spacewatch          | —         | MPC                           |
| 468378     | 2016 FZ54  | 17 out 2009 | Mount Lemmon  | Mount Lemmon Survey | —         | MPC                           |
| 468379     | 2016 FB56  | 10 mar 2005 | Kitt Peak     | Spacewatch          | —         | MPC                           |
| 468380     | 2016 FM56  | 29 jan 2009 | Mount Lemmon  | Mount Lemmon Survey | —         | MPC                           |
| 468381     | 2016 GH10  | 29 out 2008 | Kitt Peak     | Spacewatch          | —         | MPC                           |
| 468382     | 2016 GR12  | 26 out 2009 | Kitt Peak     | Spacewatch          | —         | MPC                           |
| 468383     | 2016 GA13  | 25 mai 2006 | Kitt Peak     | Spacewatch          | —         | MPC                           |
| 468384     | 2016 GP13  | 9 out 2013  | Kitt Peak     | Spacewatch          | Eos       | MPC                           |
| 468385     | 2016 GS65  | 2 fev 2005  | Kitt Peak     | Spacewatch          | —         | MPC                           |
| 468386     | 2016 GW65  | 29 dez 2003 | Kitt Peak     | Spacewatch          | —         | MPC                           |
| 468387     | 2016 GT101 | 12 nov 2007 | Mount Lemmon  | Mount Lemmon Survey | —         | MPC                           |
| 468388     | 2016 GL102 | 10 out 2007 | Mount Lemmon  | Mount Lemmon Survey | —         | MPC                           |
| 468389     | 2016 GX103 | 7 fev 2008  | Kitt Peak     | Spacewatch          | —         | MPC                           |
| 468390     | 2016 GP105 | 8 out 2004  | Kitt Peak     | Spacewatch          | —         | MPC                           |
| 468391     | 2016 GS107 | 6 abr 2005  | Kitt Peak     | Spacewatch          | —         | MPC                           |
| 468392     | 2016 GC112 | 14 dez 2004 | Catalina      | CSS                 | —         | MPC                           |
| 468393     | 2016 GD113 | 5 abr 2011  | Mount Lemmon  | Mount Lemmon Survey | —         | MPC                           |
| 468394     | 2016 GN119 | 24 jun 2009 | Mount Lemmon  | Mount Lemmon Survey | —         | MPC                           |
| 468395     | 2016 GH121 | 13 mar 2005 | Kitt Peak     | Spacewatch          | —         | MPC                           |
| 468396     | 2016 GJ121 | 13 set 2005 | Kitt Peak     | Spacewatch          | —         | MPC                           |
| 468397     | 2016 GR124 | 1 jun 2010  | WISE          | WISE                | —         | MPC                           |
| 468398     | 2016 GW125 | 30 set 2003 | Kitt Peak     | Spacewatch          | —         | MPC                           |
| 468399     | 2016 GN126 | 15 set 2006 | Kitt Peak     | Spacewatch          | —         | MPC                           |
| 468400     | 2016 GU126 | 5 nov 2005  | Mount Lemmon  | Mount Lemmon Survey | —         | MPC                           |

## 468401–468500
| Designação | Designação | Descoberta  | Descoberta       | Descobridor(es)                                        | Categoria | Mais informações / Referência |
| Permanente | Provisória | Data        | Local            | Descobridor(es)                                        | Categoria | Mais informações / Referência |
| ---------- | ---------- | ----------- | ---------------- | ------------------------------------------------------ | --------- | ----------------------------- |
| 468401     | 2016 GA127 | 11 out 2007 | Kitt Peak        | Spacewatch                                             | —         | MPC                           |
| 468402     | 2016 GC130 | 22 abr 2009 | Mount Lemmon     | Mount Lemmon Survey                                    | —         | MPC                           |
| 468403     | 2016 GX132 | 3 abr 2010  | WISE             | WISE                                                   | —         | MPC                           |
| 468404     | 2016 GB133 | 24 fev 2006 | Mount Lemmon     | Mount Lemmon Survey                                    | —         | MPC                           |
| 468405     | 2016 GP154 | 29 nov 2011 | Kitt Peak        | Spacewatch                                             | —         | MPC                           |
| 468406     | 2016 GT154 | 17 mar 2005 | Catalina         | CSS                                                    | —         | MPC                           |
| 468407     | 2016 GP165 | 2 abr 2005  | Mount Lemmon     | Mount Lemmon Survey                                    | —         | MPC                           |
| 468408     | 2016 GH174 | 7 jan 2006  | Kitt Peak        | Spacewatch                                             | —         | MPC                           |
| 468409     | 2016 GK175 | 13 set 2007 | Mount Lemmon     | Mount Lemmon Survey                                    | Brangane  | MPC                           |
| 468410     | 2016 GU176 | 25 mai 2006 | Mount Lemmon     | Mount Lemmon Survey                                    | —         | MPC                           |
| 468411     | 2016 GF180 | 12 jan 2010 | Catalina         | CSS                                                    | —         | MPC                           |
| 468412     | 2016 GF191 | 14 fev 2010 | Kitt Peak        | Spacewatch                                             | —         | MPC                           |
| 468413     | 2016 GH191 | 1 jul 2008  | Kitt Peak        | Spacewatch                                             | —         | MPC                           |
| 468414     | 2016 GV204 | 6 nov 2010  | Mount Lemmon     | Mount Lemmon Survey                                    | —         | MPC                           |
| 468415     | 2016 GZ204 | 22 dez 2005 | Kitt Peak        | Spacewatch                                             | —         | MPC                           |
| 468416     | 2016 GO215 | 19 set 2003 | Kitt Peak        | Spacewatch                                             | —         | MPC                           |
| 468417     | 1995 SB69  | 27 set 1995 | Kitt Peak        | Spacewatch                                             | —         | MPC                           |
| 468418     | 1999 CE23  | 10 fev 1999 | Socorro          | LINEAR                                                 | —         | MPC                           |
| 468419     | 1999 TV20  | 7 out 1999  | Goodricke-Pigott | R. A. Tucker                                           | —         | MPC                           |
| 468420     | 1999 TS130 | 6 out 1999  | Socorro          | LINEAR                                                 | —         | MPC                           |
| 468421     | 1999 VP46  | 3 nov 1999  | Socorro          | LINEAR                                                 | —         | MPC                           |
| 468422     | 2000 FA8   | 27 mar 2000 | Mauna Kea        | J. J. Kavelaars, B. Gladman, J.-M. Petit, M. J. Holman | —         | MPC                           |
| 468423     | 2000 KZ39  | 25 mai 2000 | Kitt Peak        | Spacewatch                                             | —         | MPC                           |
| 468424     | 2000 QL216 | 31 ago 2000 | Socorro          | LINEAR                                                 | —         | MPC                           |
| 468425     | 2000 UD34  | 7 out 2000  | Kitt Peak        | Spacewatch                                             | —         | MPC                           |
| 468426     | 2000 US64  | 25 out 2000 | Socorro          | LINEAR                                                 | —         | MPC                           |
| 468427     | 2000 WB151 | 20 nov 2000 | Socorro          | LINEAR                                                 | —         | MPC                           |
| 468428     | 2001 PL36  | 11 ago 2001 | Palomar          | NEAT                                                   | —         | MPC                           |
| 468429     | 2001 RQ112 | 12 set 2001 | Socorro          | LINEAR                                                 | —         | MPC                           |
| 468430     | 2001 RO125 | 12 set 2001 | Socorro          | LINEAR                                                 | —         | MPC                           |
| 468431     | 2001 SL32  | 16 set 2001 | Socorro          | LINEAR                                                 | —         | MPC                           |
| 468432     | 2001 SN301 | 20 set 2001 | Socorro          | LINEAR                                                 | —         | MPC                           |
| 468433     | 2001 TZ143 | 10 out 2001 | Palomar          | NEAT                                                   | —         | MPC                           |
| 468434     | 2001 UZ15  | 17 out 2001 | Socorro          | LINEAR                                                 | —         | MPC                           |
| 468435     | 2001 UK199 | 19 out 2001 | Haleakalā        | NEAT                                                   | —         | MPC                           |
| 468436     | 2001 WO4   | 19 nov 2001 | Socorro          | LINEAR                                                 | —         | MPC                           |
| 468437     | 2001 XX187 | 10 dez 2001 | Kitt Peak        | Spacewatch                                             | —         | MPC                           |
| 468438     | 2001 XJ217 | 14 dez 2001 | Socorro          | LINEAR                                                 | —         | MPC                           |
| 468439     | 2002 AX17  | 12 jan 2002 | Socorro          | LINEAR                                                 | —         | MPC                           |
| 468440     | 2002 AE194 | 12 jan 2002 | Kitt Peak        | Spacewatch                                             | —         | MPC                           |
| 468441     | 2002 ON24  | 18 jul 2002 | Socorro          | LINEAR                                                 | —         | MPC                           |
| 468442     | 2002 QK61  | 18 ago 2002 | Palomar          | NEAT                                                   | —         | MPC                           |
| 468443     | 2002 QE137 | 16 ago 2002 | Palomar          | NEAT                                                   | —         | MPC                           |
| 468444     | 2002 RZ210 | 15 set 2002 | Kitt Peak        | Spacewatch                                             | —         | MPC                           |
| 468445     | 2002 SS28  | 30 set 2002 | Socorro          | LINEAR                                                 | —         | MPC                           |
| 468446     | 2002 XX4   | 5 dez 2002  | Socorro          | LINEAR                                                 | —         | MPC                           |
| 468447     | 2003 EW15  | 7 mar 2003  | Palomar          | NEAT                                                   | —         | MPC                           |
| 468448     | 2003 LS3   | 4 jun 2003  | Socorro          | LINEAR                                                 | —         | MPC                           |
| 468449     | 2003 MF1   | 24 jun 2003 | Campo Imperatore | CINEOS                                                 | —         | MPC                           |
| 468450     | 2003 OW16  | 29 jul 2003 | Socorro          | LINEAR                                                 | —         | MPC                           |
| 468451     | 2003 QL111 | 31 ago 2003 | Socorro          | LINEAR                                                 | —         | MPC                           |
| 468452     | 2003 SD170 | 22 set 2003 | Palomar          | NEAT                                                   | —         | MPC                           |
| 468453     | 2003 SL369 | 26 set 2003 | Apache Point     | SDSS                                                   | —         | MPC                           |
| 468454     | 2003 UK3   | 2 set 2003  | Socorro          | LINEAR                                                 | —         | MPC                           |
| 468455     | 2003 UW151 | 21 out 2003 | Kitt Peak        | Spacewatch                                             | —         | MPC                           |
| 468456     | 2003 UQ365 | 20 out 2003 | Kitt Peak        | Spacewatch                                             | —         | MPC                           |
| 468457     | 2003 WH7   | 3 nov 2003  | Socorro          | LINEAR                                                 | —         | MPC                           |
| 468458     | 2003 WH14  | 24 out 2003 | Socorro          | LINEAR                                                 | —         | MPC                           |
| 468459     | 2003 WW24  | 20 nov 2003 | Socorro          | LINEAR                                                 | —         | MPC                           |
| 468460     | 2003 YA    | 16 dez 2003 | Desert Eagle     | W. K. Y. Yeung                                         | —         | MPC                           |
| 468461     | 2003 YS76  | 24 nov 2003 | Kitt Peak        | Spacewatch                                             | —         | MPC                           |
| 468462     | 2004 BS102 | 30 jan 2004 | Kitt Peak        | Spacewatch                                             | —         | MPC                           |
| 468463     | 2004 CY10  | 11 fev 2004 | Palomar          | NEAT                                                   | —         | MPC                           |
| 468464     | 2004 EL19  | 14 mar 2004 | Kitt Peak        | Spacewatch                                             | —         | MPC                           |
| 468465     | 2004 FQ153 | 29 fev 2004 | Kitt Peak        | Spacewatch                                             | —         | MPC                           |
| 468466     | 2004 JC21  | 22 abr 2004 | Kitt Peak        | Spacewatch                                             | —         | MPC                           |
| 468467     | 2004 KK10  | 21 mai 2004 | Socorro          | LINEAR                                                 | —         | MPC                           |
| 468468     | 2004 KH17  | 29 mai 2004 | Socorro          | LINEAR                                                 | —         | MPC                           |
| 468469     | 2004 NS21  | 15 jul 2004 | Socorro          | LINEAR                                                 | —         | MPC                           |
| 468470     | 2004 QB20  | 23 ago 2004 | Goodricke-Pigott | Goodricke-Pigott Obs.                                  | —         | MPC                           |
| 468471     | 2004 RU79  | 7 set 2004  | Socorro          | LINEAR                                                 | —         | MPC                           |
| 468472     | 2004 RC110 | 10 set 2004 | Socorro          | LINEAR                                                 | —         | MPC                           |
| 468473     | 2004 RV153 | 10 set 2004 | Socorro          | LINEAR                                                 | —         | MPC                           |
| 468474     | 2004 RG200 | 10 set 2004 | Socorro          | LINEAR                                                 | —         | MPC                           |
| 468475     | 2004 RK202 | 11 set 2004 | Socorro          | LINEAR                                                 | —         | MPC                           |
| 468476     | 2004 RW218 | 11 set 2004 | Socorro          | LINEAR                                                 | —         | MPC                           |
| 468477     | 2004 RV235 | 10 set 2004 | Socorro          | LINEAR                                                 | —         | MPC                           |
| 468478     | 2004 RJ309 | 13 set 2004 | Socorro          | LINEAR                                                 | —         | MPC                           |
| 468479     | 2004 RF332 | 14 set 2004 | Palomar          | NEAT                                                   | Iannini   | MPC                           |
| 468480     | 2004 TU7   | 5 out 2004  | Socorro          | LINEAR                                                 | —         | MPC                           |
| 468481     | 2004 TP20  | 15 out 2004 | Socorro          | LINEAR                                                 | —         | MPC                           |
| 468482     | 2004 TO97  | 5 out 2004  | Kitt Peak        | Spacewatch                                             | Phocaea   | MPC                           |
| 468483     | 2004 TV139 | 9 out 2004  | Anderson Mesa    | LONEOS                                                 | —         | MPC                           |
| 468484     | 2004 TM280 | 10 out 2004 | Palomar          | NEAT                                                   | —         | MPC                           |
| 468485     | 2004 TX327 | 4 out 2004  | Palomar          | NEAT                                                   | —         | MPC                           |
| 468486     | 2004 WZ11  | 19 nov 2004 | Socorro          | LINEAR                                                 | —         | MPC                           |
| 468487     | 2004 XB61  | 9 dez 2004  | Catalina         | CSS                                                    | —         | MPC                           |
| 468488     | 2004 XS160 | 14 dez 2004 | Kitt Peak        | Spacewatch                                             | —         | MPC                           |
| 468489     | 2005 AC25  | 7 jan 2005  | Campo Imperatore | CINEOS                                                 | —         | MPC                           |
| 468490     | 2005 FV14  | 16 mar 2005 | Catalina         | CSS                                                    | —         | MPC                           |
| 468491     | 2005 GB44  | 9 mar 2005  | Kitt Peak        | Spacewatch                                             | —         | MPC                           |
| 468492     | 2005 GB49  | 5 abr 2005  | Mount Lemmon     | Mount Lemmon Survey                                    | —         | MPC                           |
| 468493     | 2005 GT89  | 5 abr 2005  | Mount Lemmon     | Mount Lemmon Survey                                    | —         | MPC                           |
| 468494     | 2005 GY128 | 11 abr 2005 | Catalina         | CSS                                                    | —         | MPC                           |
| 468495     | 2005 GN132 | 10 abr 2005 | Kitt Peak        | Spacewatch                                             | Mitidika  | MPC                           |
| 468496     | 2005 GM138 | 12 abr 2005 | Kitt Peak        | Spacewatch                                             | —         | MPC                           |
| 468497     | 2005 HR2   | 7 abr 2005  | Kitt Peak        | Spacewatch                                             | —         | MPC                           |
| 468498     | 2005 JX50  | 4 mai 2005  | Kitt Peak        | Spacewatch                                             | Mitidika  | MPC                           |
| 468499     | 2005 JH52  | 4 mai 2005  | Kitt Peak        | Spacewatch                                             | —         | MPC                           |
| 468500     | 2005 JR108 | 6 mai 2005  | Kitt Peak        | DLS                                                    | —         | MPC                           |

## 468501–468600
| Designação | Designação | Descoberta  | Descoberta        | Descobridor(es)     | Categoria | Mais informações / Referência |
| Permanente | Provisória | Data        | Local             | Descobridor(es)     | Categoria | Mais informações / Referência |
| ---------- | ---------- | ----------- | ----------------- | ------------------- | --------- | ----------------------------- |
| 468501     | 2005 JY184 | 10 mai 2005 | Kitt Peak         | Spacewatch          | —         | MPC                           |
| 468502     | 2005 LQ17  | 6 jun 2005  | Kitt Peak         | Spacewatch          | —         | MPC                           |
| 468503     | 2005 LF28  | 9 jun 2005  | Kitt Peak         | Spacewatch          | —         | MPC                           |
| 468504     | 2005 LC38  | 11 jun 2005 | Kitt Peak         | Spacewatch          | —         | MPC                           |
| 468505     | 2005 LC52  | 15 jun 2005 | Mount Lemmon      | Mount Lemmon Survey | —         | MPC                           |
| 468506     | 2005 MA30  | 29 jun 2005 | Kitt Peak         | Spacewatch          | —         | MPC                           |
| 468507     | 2005 NB6   | 4 jul 2005  | Socorro           | LINEAR              | —         | MPC                           |
| 468508     | 2005 NZ40  | 3 jul 2005  | Mount Lemmon      | Mount Lemmon Survey | —         | MPC                           |
| 468509     | 2005 NP125 | 23 dez 2001 | Kitt Peak         | Spacewatch          | —         | MPC                           |
| 468510     | 2005 QM51  | 26 ago 2005 | Campo Imperatore  | CINEOS              | —         | MPC                           |
| 468511     | 2005 QO142 | 30 ago 2005 | Campo Imperatore  | CINEOS              | —         | MPC                           |
| 468512     | 2005 QJ170 | 29 ago 2005 | Palomar           | NEAT                | —         | MPC                           |
| 468513     | 2005 RW18  | 1 set 2005  | Kitt Peak         | Spacewatch          | —         | MPC                           |
| 468514     | 2005 RE21  | 3 set 2005  | Goodricke-Pigott  | R. A. Tucker        | —         | MPC                           |
| 468515     | 2005 SC57  | 26 set 2005 | Kitt Peak         | Spacewatch          | —         | MPC                           |
| 468516     | 2005 SE110 | 26 set 2005 | Kitt Peak         | Spacewatch          | —         | MPC                           |
| 468517     | 2005 TV28  | 2 out 2005  | Palomar           | NEAT                | —         | MPC                           |
| 468518     | 2005 TM122 | 26 set 2005 | Kitt Peak         | Spacewatch          | —         | MPC                           |
| 468519     | 2005 TT174 | 1 out 2005  | Catalina          | CSS                 | —         | MPC                           |
| 468520     | 2005 UW106 | 22 out 2005 | Kitt Peak         | Spacewatch          | —         | MPC                           |
| 468521     | 2005 UT157 | 27 out 2005 | Bergisch Gladbach | W. Bickel           | —         | MPC                           |
| 468522     | 2005 UH199 | 25 out 2005 | Mount Lemmon      | Mount Lemmon Survey | —         | MPC                           |
| 468523     | 2005 UP211 | 27 out 2005 | Kitt Peak         | Spacewatch          | —         | MPC                           |
| 468524     | 2005 UM413 | 25 out 2005 | Kitt Peak         | Spacewatch          | —         | MPC                           |
| 468525     | 2005 WX143 | 25 nov 2005 | Mount Lemmon      | Mount Lemmon Survey | —         | MPC                           |
| 468526     | 2005 YM34  | 24 dez 2005 | Kitt Peak         | Spacewatch          | Phocaea   | MPC                           |
| 468527     | 2005 YA62  | 24 dez 2005 | Kitt Peak         | Spacewatch          | —         | MPC                           |
| 468528     | 2005 YO93  | 26 dez 2005 | Kitt Peak         | Spacewatch          | —         | MPC                           |
| 468529     | 2005 YN192 | 30 dez 2005 | Kitt Peak         | Spacewatch          | Eos       | MPC                           |
| 468530     | 2005 YR245 | 30 dez 2005 | Kitt Peak         | Spacewatch          | —         | MPC                           |
| 468531     | 2005 YA288 | 30 dez 2005 | Catalina          | CSS                 | —         | MPC                           |
| 468532     | 2006 AJ81  | 5 jan 2006  | Catalina          | CSS                 | —         | MPC                           |
| 468533     | 2006 BN50  | 25 jan 2006 | Kitt Peak         | Spacewatch          | —         | MPC                           |
| 468534     | 2006 BS180 | 27 jan 2006 | Mount Lemmon      | Mount Lemmon Survey | —         | MPC                           |
| 468535     | 2006 BG233 | 31 jan 2006 | Kitt Peak         | Spacewatch          | —         | MPC                           |
| 468536     | 2006 ES47  | 4 mar 2006  | Kitt Peak         | Spacewatch          | —         | MPC                           |
| 468537     | 2006 GN17  | 2 abr 2006  | Kitt Peak         | Spacewatch          | —         | MPC                           |
| 468538     | 2006 HL93  | 29 abr 2006 | Kitt Peak         | Spacewatch          | —         | MPC                           |
| 468539     | 2006 KA75  | 23 mai 2006 | Kitt Peak         | Spacewatch          | —         | MPC                           |
| 468540     | 2006 MD12  | 20 jun 2006 | Mount Lemmon      | Mount Lemmon Survey | —         | MPC                           |
| 468541     | 2006 QA31  | 23 ago 2006 | Siding Spring     | SSS                 | —         | MPC                           |
| 468542     | 2006 QZ52  | 22 jul 2006 | Mount Lemmon      | Mount Lemmon Survey | —         | MPC                           |
| 468543     | 2006 RS3   | 1 jul 2006  | Catalina          | CSS                 | —         | MPC                           |
| 468544     | 2006 SO23  | 18 set 2006 | Catalina          | CSS                 | —         | MPC                           |
| 468545     | 2006 SS71  | 19 set 2006 | Kitt Peak         | Spacewatch          | —         | MPC                           |
| 468546     | 2006 SU99  | 18 set 2006 | Kitt Peak         | Spacewatch          | Brangane  | MPC                           |
| 468547     | 2006 SA135 | 20 set 2006 | Palomar           | NEAT                | —         | MPC                           |
| 468548     | 2006 SH141 | 25 set 2006 | Anderson Mesa     | LONEOS              | —         | MPC                           |
| 468549     | 2006 SK213 | 27 set 2006 | Catalina          | CSS                 | —         | MPC                           |
| 468550     | 2006 SE320 | 27 set 2006 | Kitt Peak         | Spacewatch          | —         | MPC                           |
| 468551     | 2006 SB337 | 28 set 2006 | Kitt Peak         | Spacewatch          | —         | MPC                           |
| 468552     | 2006 SW396 | 18 set 2006 | Kitt Peak         | Spacewatch          | —         | MPC                           |
| 468553     | 2006 TN11  | 2 out 2006  | Mount Lemmon      | Mount Lemmon Survey | —         | MPC                           |
| 468554     | 2006 TF51  | 12 out 2006 | Kitt Peak         | Spacewatch          | —         | MPC                           |
| 468555     | 2006 UB15  | 17 out 2006 | Mount Lemmon      | Mount Lemmon Survey | —         | MPC                           |
| 468556     | 2006 UY37  | 16 out 2006 | Kitt Peak         | Spacewatch          | —         | MPC                           |
| 468557     | 2006 UY106 | 3 out 2006  | Mount Lemmon      | Mount Lemmon Survey | —         | MPC                           |
| 468558     | 2006 UW127 | 2 out 2006  | Mount Lemmon      | Mount Lemmon Survey | —         | MPC                           |
| 468559     | 2006 UB136 | 30 set 2006 | Mount Lemmon      | Mount Lemmon Survey | —         | MPC                           |
| 468560     | 2006 UD335 | 16 out 2006 | Kitt Peak         | Spacewatch          | —         | MPC                           |
| 468561     | 2006 VV100 | 12 out 2006 | Kitt Peak         | Spacewatch          | —         | MPC                           |
| 468562     | 2006 VZ134 | 20 out 2006 | Mount Lemmon      | Mount Lemmon Survey | —         | MPC                           |
| 468563     | 2006 VZ148 | 1 nov 2006  | Catalina          | CSS                 | —         | MPC                           |
| 468564     | 2006 WZ134 | 18 nov 2006 | Catalina          | CSS                 | —         | MPC                           |
| 468565     | 2006 WN183 | 2 nov 2006  | Catalina          | CSS                 | —         | MPC                           |
| 468566     | 2006 WA185 | 22 nov 2006 | Kitt Peak         | Spacewatch          | —         | MPC                           |
| 468567     | 2006 WQ205 | 24 nov 2006 | Mount Lemmon      | Mount Lemmon Survey | Juno      | MPC                           |
| 468568     | 2006 XD3   | 13 dez 2006 | Socorro           | LINEAR              | —         | MPC                           |
| 468569     | 2006 XJ17  | 10 dez 2006 | Kitt Peak         | Spacewatch          | —         | MPC                           |
| 468570     | 2006 YS25  | 21 dez 2006 | Kitt Peak         | Spacewatch          | —         | MPC                           |
| 468571     | 2007 DW71  | 21 fev 2007 | Kitt Peak         | Spacewatch          | —         | MPC                           |
| 468572     | 2007 EB57  | 28 jan 2007 | Mount Lemmon      | Mount Lemmon Survey | —         | MPC                           |
| 468573     | 2007 ER145 | 26 fev 2007 | Mount Lemmon      | Mount Lemmon Survey | —         | MPC                           |
| 468574     | 2007 EH155 | 12 mar 2007 | Kitt Peak         | Spacewatch          | —         | MPC                           |
| 468575     | 2007 EF193 | 8 fev 2007  | Kitt Peak         | Spacewatch          | —         | MPC                           |
| 468576     | 2007 FB40  | 12 mar 2007 | Catalina          | CSS                 | —         | MPC                           |
| 468577     | 2007 GZ37  | 13 mar 2007 | Mount Lemmon      | Mount Lemmon Survey | —         | MPC                           |
| 468578     | 2007 HD79  | 23 abr 2007 | Catalina          | CSS                 | —         | MPC                           |
| 468579     | 2007 HB87  | 24 abr 2007 | Kitt Peak         | Spacewatch          | —         | MPC                           |
| 468580     | 2007 JJ9   | 15 abr 2007 | Catalina          | CSS                 | —         | MPC                           |
| 468581     | 2007 JW33  | 11 mai 2007 | Lulin Observatory | LUSS                | —         | MPC                           |
| 468582     | 2007 JR38  | 13 mai 2007 | Mount Lemmon      | Mount Lemmon Survey | —         | MPC                           |
| 468583     | 2007 LS    | 8 jun 2007  | Kitt Peak         | Spacewatch          | —         | MPC                           |
| 468584     | 2007 LN11  | 26 mai 2007 | Mount Lemmon      | Mount Lemmon Survey | —         | MPC                           |
| 468585     | 2007 LH26  | 14 jun 2007 | Kitt Peak         | Spacewatch          | —         | MPC                           |
| 468586     | 2007 RR49  | 9 set 2007  | Mount Lemmon      | Mount Lemmon Survey | Brangane  | MPC                           |
| 468587     | 2007 RS132 | 4 set 2007  | Catalina          | CSS                 | —         | MPC                           |
| 468588     | 2007 RA189 | 15 jun 2007 | Kitt Peak         | Spacewatch          | Ino       | MPC                           |
| 468589     | 2007 RF271 | 15 set 2007 | Kitt Peak         | Spacewatch          | —         | MPC                           |
| 468590     | 2007 RP290 | 10 set 2007 | Mount Lemmon      | Mount Lemmon Survey | —         | MPC                           |
| 468591     | 2007 RR299 | 12 set 2007 | Mount Lemmon      | Mount Lemmon Survey | —         | MPC                           |
| 468592     | 2007 TX195 | 7 out 2007  | Mount Lemmon      | Mount Lemmon Survey | Brangane  | MPC                           |
| 468593     | 2007 TT301 | 12 out 2007 | Kitt Peak         | Spacewatch          | —         | MPC                           |
| 468594     | 2007 TX369 | 11 out 2007 | Goodricke-Pigott  | R. A. Tucker        | —         | MPC                           |
| 468595     | 2007 TU405 | 15 out 2007 | Kitt Peak         | Spacewatch          | —         | MPC                           |
| 468596     | 2007 UR22  | 16 out 2007 | Kitt Peak         | Spacewatch          | —         | MPC                           |
| 468597     | 2007 UD49  | 21 out 2007 | Kitt Peak         | Spacewatch          | —         | MPC                           |
| 468598     | 2007 UG111 | 11 abr 2005 | Mount Lemmon      | Mount Lemmon Survey | —         | MPC                           |
| 468599     | 2007 UF121 | 30 out 2007 | Mount Lemmon      | Mount Lemmon Survey | —         | MPC                           |
| 468600     | 2007 UF138 | 19 out 2007 | Socorro           | LINEAR              | —         | MPC                           |

## 468601–468700
| Designação | Designação | Descoberta  | Descoberta      | Descobridor(es)     | Categoria | Mais informações / Referência |
| Permanente | Provisória | Data        | Local           | Descobridor(es)     | Categoria | Mais informações / Referência |
| ---------- | ---------- | ----------- | --------------- | ------------------- | --------- | ----------------------------- |
| 468601     | 2007 VX125 | 9 out 2007  | Catalina        | CSS                 | —         | MPC                           |
| 468602     | 2007 VQ138 | 15 set 2007 | Mount Lemmon    | Mount Lemmon Survey | —         | MPC                           |
| 468603     | 2007 VE164 | 5 nov 2007  | Kitt Peak       | Spacewatch          | —         | MPC                           |
| 468604     | 2007 VA254 | 14 nov 2007 | Kitt Peak       | Spacewatch          | —         | MPC                           |
| 468605     | 2007 VB261 | 26 set 2006 | Kitt Peak       | Spacewatch          | Brangane  | MPC                           |
| 468606     | 2007 VW267 | 9 nov 2007  | Socorro         | LINEAR              | —         | MPC                           |
| 468607     | 2007 VO296 | 15 nov 2007 | Catalina        | CSS                 | —         | MPC                           |
| 468608     | 2007 WN12  | 17 nov 2007 | Catalina        | CSS                 | —         | MPC                           |
| 468609     | 2007 XM1   | 8 nov 2007  | Catalina        | CSS                 | —         | MPC                           |
| 468610     | 2007 YK13  | 11 nov 2007 | Mount Lemmon    | Mount Lemmon Survey | Brangane  | MPC                           |
| 468611     | 2007 YT34  | 28 dez 2007 | Kitt Peak       | Spacewatch          | —         | MPC                           |
| 468612     | 2007 YQ70  | 30 dez 2007 | Mount Lemmon    | Mount Lemmon Survey | —         | MPC                           |
| 468613     | 2008 AM83  | 28 dez 2007 | Kitt Peak       | Spacewatch          | —         | MPC                           |
| 468614     | 2008 AB87  | 15 dez 2007 | Kitt Peak       | Spacewatch          | —         | MPC                           |
| 468615     | 2008 BB    | 31 dez 2007 | Kitt Peak       | Spacewatch          | —         | MPC                           |
| 468616     | 2008 DL46  | 10 fev 2008 | Mount Lemmon    | Mount Lemmon Survey | —         | MPC                           |
| 468617     | 2008 EM86  | 28 fev 2008 | Kitt Peak       | Spacewatch          | —         | MPC                           |
| 468618     | 2008 EW151 | 10 mar 2008 | Kitt Peak       | Spacewatch          | Mitidika  | MPC                           |
| 468619     | 2008 EC165 | 1 mar 2008  | Socorro         | LINEAR              | —         | MPC                           |
| 468620     | 2008 FW25  | 1 mar 2008  | Kitt Peak       | Spacewatch          | —         | MPC                           |
| 468621     | 2008 FB45  | 28 mar 2008 | Mount Lemmon    | Mount Lemmon Survey | —         | MPC                           |
| 468622     | 2008 FN97  | 12 fev 2008 | Kitt Peak       | Spacewatch          | Mitidika  | MPC                           |
| 468623     | 2008 GU111 | 9 abr 2008  | Socorro         | LINEAR              | —         | MPC                           |
| 468624     | 2008 HN7   | 24 abr 2008 | Kitt Peak       | Spacewatch          | —         | MPC                           |
| 468625     | 2008 HW18  | 26 abr 2008 | Mount Lemmon    | Mount Lemmon Survey | —         | MPC                           |
| 468626     | 2008 KB16  | 30 abr 2008 | Mount Lemmon    | Mount Lemmon Survey | —         | MPC                           |
| 468627     | 2008 OD17  | 29 jul 2008 | Kitt Peak       | Spacewatch          | —         | MPC                           |
| 468628     | 2008 OG18  | 30 jul 2008 | Kitt Peak       | Spacewatch          | —         | MPC                           |
| 468629     | 2008 PH10  | 5 ago 2008  | La Sagra        | Mallorca Obs.       | —         | MPC                           |
| 468630     | 2008 RZ32  | 2 set 2008  | Kitt Peak       | Spacewatch          | —         | MPC                           |
| 468631     | 2008 RW34  | 2 set 2008  | Kitt Peak       | Spacewatch          | —         | MPC                           |
| 468632     | 2008 RC80  | 13 set 2008 | La Cañada       | J. Lacruz           | —         | MPC                           |
| 468633     | 2008 SP4   | 22 ago 2008 | Kitt Peak       | Spacewatch          | —         | MPC                           |
| 468634     | 2008 SB12  | 23 set 2008 | Catalina        | CSS                 | —         | MPC                           |
| 468635     | 2008 SB31  | 20 set 2008 | Kitt Peak       | Spacewatch          | —         | MPC                           |
| 468636     | 2008 SJ92  | 9 set 2008  | Mount Lemmon    | Mount Lemmon Survey | —         | MPC                           |
| 468637     | 2008 SD95  | 21 set 2008 | Kitt Peak       | Spacewatch          | —         | MPC                           |
| 468638     | 2008 SW220 | 9 set 2008  | Mount Lemmon    | Mount Lemmon Survey | —         | MPC                           |
| 468639     | 2008 SV226 | 28 set 2008 | Mount Lemmon    | Mount Lemmon Survey | Vesta     | MPC                           |
| 468640     | 2008 SM285 | 20 set 2008 | Mount Lemmon    | Mount Lemmon Survey | —         | MPC                           |
| 468641     | 2008 SZ299 | 22 set 2008 | Catalina        | CSS                 | —         | MPC                           |
| 468642     | 2008 TM6   | 7 set 2008  | Catalina        | CSS                 | —         | MPC                           |
| 468643     | 2008 TU42  | 1 out 2008  | Mount Lemmon    | Mount Lemmon Survey | —         | MPC                           |
| 468644     | 2008 TX78  | 2 set 2008  | Kitt Peak       | Spacewatch          | —         | MPC                           |
| 468645     | 2008 TF136 | 8 out 2008  | Kitt Peak       | Spacewatch          | —         | MPC                           |
| 468646     | 2008 TS146 | 2 set 2008  | Kitt Peak       | Spacewatch          | —         | MPC                           |
| 468647     | 2008 UC4   | 23 out 2008 | Socorro         | LINEAR              | —         | MPC                           |
| 468648     | 2008 UL31  | 20 out 2008 | Kitt Peak       | Spacewatch          | —         | MPC                           |
| 468649     | 2008 UV41  | 20 out 2008 | Kitt Peak       | Spacewatch          | —         | MPC                           |
| 468650     | 2008 UH73  | 3 set 2008  | Kitt Peak       | Spacewatch          | —         | MPC                           |
| 468651     | 2008 UH161 | 24 out 2008 | Kitt Peak       | Spacewatch          | —         | MPC                           |
| 468652     | 2008 UT176 | 26 set 2008 | Kitt Peak       | Spacewatch          | —         | MPC                           |
| 468653     | 2008 UF186 | 24 out 2008 | Kitt Peak       | Spacewatch          | —         | MPC                           |
| 468654     | 2008 UJ214 | 24 out 2008 | Catalina        | CSS                 | —         | MPC                           |
| 468655     | 2008 UF226 | 25 out 2008 | Catalina        | CSS                 | —         | MPC                           |
| 468656     | 2008 UY355 | 29 out 2008 | Mount Lemmon    | Mount Lemmon Survey | —         | MPC                           |
| 468657     | 2008 UO361 | 9 out 2008  | Socorro         | LINEAR              | —         | MPC                           |
| 468658     | 2008 VD35  | 2 nov 2008  | Mount Lemmon    | Mount Lemmon Survey | —         | MPC                           |
| 468659     | 2008 WO23  | 2 nov 2008  | Socorro         | LINEAR              | —         | MPC                           |
| 468660     | 2008 WS78  | 20 nov 2008 | Kitt Peak       | Spacewatch          | —         | MPC                           |
| 468661     | 2008 WX87  | 21 nov 2008 | Mount Lemmon    | Mount Lemmon Survey | —         | MPC                           |
| 468662     | 2008 WP103 | 22 out 2008 | Kitt Peak       | Spacewatch          | —         | MPC                           |
| 468663     | 2008 WG136 | 19 nov 2008 | Kitt Peak       | Spacewatch          | —         | MPC                           |
| 468664     | 2008 XU11  | 19 nov 2008 | Kitt Peak       | Spacewatch          | Brangane  | MPC                           |
| 468665     | 2008 XX30  | 29 out 2008 | Kitt Peak       | Spacewatch          | —         | MPC                           |
| 468666     | 2008 YF48  | 29 dez 2008 | Mount Lemmon    | Mount Lemmon Survey | Brangane  | MPC                           |
| 468667     | 2008 YD66  | 26 out 2008 | Mount Lemmon    | Mount Lemmon Survey | —         | MPC                           |
| 468668     | 2008 YJ152 | 22 dez 2008 | Kitt Peak       | Spacewatch          | —         | MPC                           |
| 468669     | 2009 AT11  | 21 nov 2008 | Mount Lemmon    | Mount Lemmon Survey | —         | MPC                           |
| 468670     | 2009 AL31  | 15 jan 2009 | Kitt Peak       | Spacewatch          | —         | MPC                           |
| 468671     | 2009 AL50  | 3 nov 2008  | Kitt Peak       | Spacewatch          | —         | MPC                           |
| 468672     | 2009 BH118 | 22 dez 2008 | Kitt Peak       | Spacewatch          | —         | MPC                           |
| 468673     | 2009 BT175 | 29 jan 2009 | Mount Lemmon    | Mount Lemmon Survey | —         | MPC                           |
| 468674     | 2009 CL64  | 3 fev 2009  | Kitt Peak       | Spacewatch          | —         | MPC                           |
| 468675     | 2009 DB3   | 17 fev 2009 | Calar Alto      | F. Hormuth          | Brangane  | MPC                           |
| 468676     | 2009 DF126 | 19 fev 2009 | Kitt Peak       | Spacewatch          | —         | MPC                           |
| 468677     | 2009 FT49  | 25 set 2006 | Mount Lemmon    | Mount Lemmon Survey | Brangane  | MPC                           |
| 468678     | 2009 KF15  | 26 mai 2009 | Catalina        | CSS                 | —         | MPC                           |
| 468679     | 2009 KE28  | 1 mai 2009  | Mount Lemmon    | Mount Lemmon Survey | —         | MPC                           |
| 468680     | 2009 MP6   | 22 jun 2009 | Mount Lemmon    | Mount Lemmon Survey | —         | MPC                           |
| 468681     | 2009 MZ6   | 25 jun 2009 | Purple Mountain | PMO NEO             | —         | MPC                           |
| 468682     | 2009 OS15  | 28 jul 2009 | Kitt Peak       | Spacewatch          | —         | MPC                           |
| 468683     | 2009 PF21  | 24 jun 2009 | Mount Lemmon    | Mount Lemmon Survey | —         | MPC                           |
| 468684     | 2009 QY33  | 27 ago 2009 | La Sagra        | Mallorca Obs.       | —         | MPC                           |
| 468685     | 2009 QW58  | 29 ago 2009 | Kitt Peak       | Spacewatch          | —         | MPC                           |
| 468686     | 2009 RR10  | 12 set 2009 | Kitt Peak       | Spacewatch          | —         | MPC                           |
| 468687     | 2009 SL103 | 13 dez 1999 | Catalina        | CSS                 | —         | MPC                           |
| 468688     | 2009 SC168 | 7 out 2005  | Catalina        | CSS                 | —         | MPC                           |
| 468689     | 2009 SA234 | 23 set 2009 | Kitt Peak       | Spacewatch          | —         | MPC                           |
| 468690     | 2009 SG271 | 24 set 2009 | Kitt Peak       | Spacewatch          | —         | MPC                           |
| 468691     | 2009 ST353 | 29 set 2009 | Mount Lemmon    | Mount Lemmon Survey | —         | MPC                           |
| 468692     | 2009 UC65  | 21 set 2009 | Kitt Peak       | Spacewatch          | —         | MPC                           |
| 468693     | 2009 UF107 | 19 mar 2007 | Mount Lemmon    | Mount Lemmon Survey | —         | MPC                           |
| 468694     | 2009 UZ114 | 12 set 2009 | Kitt Peak       | Spacewatch          | Vesta     | MPC                           |
| 468695     | 2009 UX134 | 23 out 2009 | Kitt Peak       | Spacewatch          | —         | MPC                           |
| 468696     | 2009 VF12  | 8 nov 2009  | Mount Lemmon    | Mount Lemmon Survey | —         | MPC                           |
| 468697     | 2009 VZ112 | 9 nov 2009  | Kitt Peak       | Spacewatch          | —         | MPC                           |
| 468698     | 2009 WY42  | 17 nov 2009 | Catalina        | CSS                 | —         | MPC                           |
| 468699     | 2009 WK75  | 18 nov 2009 | Kitt Peak       | Spacewatch          | —         | MPC                           |
| 468700     | 2009 WK96  | 10 ago 2007 | Kitt Peak       | Spacewatch          | Vesta     | MPC                           |

## 468701–468800
| Designação | Designação | Descoberta  | Descoberta     | Descobridor(es)     | Categoria | Mais informações / Referência |
| Permanente | Provisória | Data        | Local          | Descobridor(es)     | Categoria | Mais informações / Referência |
| ---------- | ---------- | ----------- | -------------- | ------------------- | --------- | ----------------------------- |
| 468701     | 2009 WP113 | 18 jan 2008 | Kitt Peak      | Spacewatch          | —         | MPC                           |
| 468702     | 2009 WY213 | 19 nov 2009 | Catalina       | CSS                 | —         | MPC                           |
| 468703     | 2009 YO25  | 20 dez 2009 | Kitt Peak      | Spacewatch          | —         | MPC                           |
| 468704     | 2010 AL9   | 6 jan 2010  | Kitt Peak      | Spacewatch          | —         | MPC                           |
| 468705     | 2010 BZ12  | 16 jan 2010 | WISE           | WISE                | —         | MPC                           |
| 468706     | 2010 BP35  | 18 jan 2010 | WISE           | WISE                | —         | MPC                           |
| 468707     | 2010 BP78  | 25 jan 2010 | WISE           | WISE                | —         | MPC                           |
| 468708     | 2010 BA95  | 27 jan 2010 | WISE           | WISE                | —         | MPC                           |
| 468709     | 2010 CB2   | 8 jan 2010  | Catalina       | CSS                 | —         | MPC                           |
| 468710     | 2010 CX15  | 10 fev 2010 | WISE           | WISE                | —         | MPC                           |
| 468711     | 2010 CW120 | 19 dez 2009 | Mount Lemmon   | Mount Lemmon Survey | —         | MPC                           |
| 468712     | 2010 CM202 | 3 fev 2010  | WISE           | WISE                | —         | MPC                           |
| 468713     | 2010 DD6   | 16 fev 2010 | Mount Lemmon   | Mount Lemmon Survey | —         | MPC                           |
| 468714     | 2010 DH44  | 17 fev 2010 | Kitt Peak      | Spacewatch          | —         | MPC                           |
| 468715     | 2010 DQ55  | 21 fev 2010 | WISE           | WISE                | —         | MPC                           |
| 468716     | 2010 EK80  | 23 out 2008 | Kitt Peak      | Spacewatch          | —         | MPC                           |
| 468717     | 2010 EK82  | 12 mar 2010 | Mount Lemmon   | Mount Lemmon Survey | —         | MPC                           |
| 468718     | 2010 EW94  | 14 mar 2010 | Mount Lemmon   | Mount Lemmon Survey | —         | MPC                           |
| 468719     | 2010 EP106 | 4 mar 2010  | Kitt Peak      | Spacewatch          | —         | MPC                           |
| 468720     | 2010 EO136 | 11 set 2007 | Kitt Peak      | Spacewatch          | —         | MPC                           |
| 468721     | 2010 FT89  | 19 mar 2010 | Kitt Peak      | Spacewatch          | —         | MPC                           |
| 468722     | 2010 GF35  | 18 mar 2010 | Kitt Peak      | Spacewatch          | —         | MPC                           |
| 468723     | 2010 GG45  | 5 abr 2010  | WISE           | WISE                | —         | MPC                           |
| 468724     | 2010 GJ135 | 4 abr 2010  | Kitt Peak      | Spacewatch          | —         | MPC                           |
| 468725     | 2010 JG3   | 5 mai 2010  | Zelenchukskaya | T. V. Kryachko      | —         | MPC                           |
| 468726     | 2010 JO38  | 13 jan 2010 | WISE           | WISE                | —         | MPC                           |
| 468727     | 2010 JE87  | 10 mai 2010 | WISE           | WISE                | —         | MPC                           |
| 468728     | 2010 KA127 | 1 jun 2010  | WISE           | WISE                | —         | MPC                           |
| 468729     | 2010 MT20  | 4 mai 2005  | Catalina       | CSS                 | —         | MPC                           |
| 468730     | 2010 MN51  | 23 jun 2010 | Mount Lemmon   | Mount Lemmon Survey | —         | MPC                           |
| 468731     | 2010 NA67  | 1 dez 2003  | Socorro        | LINEAR              | —         | MPC                           |
| 468732     | 2010 RT62  | 11 out 2007 | Kitt Peak      | Spacewatch          | —         | MPC                           |
| 468733     | 2010 RR102 | 15 out 2007 | Mount Lemmon   | Mount Lemmon Survey | —         | MPC                           |
| 468734     | 2010 SY26  | 29 set 2010 | Kitt Peak      | Spacewatch          | —         | MPC                           |
| 468735     | 2010 SG29  | 20 out 2007 | Kitt Peak      | Spacewatch          | —         | MPC                           |
| 468736     | 2010 TV10  | 1 out 2010  | Mount Lemmon   | Mount Lemmon Survey | —         | MPC                           |
| 468737     | 2010 TJ32  | 2 out 2010  | Kitt Peak      | Spacewatch          | —         | MPC                           |
| 468738     | 2010 TN54  | 20 nov 2007 | Mount Lemmon   | Mount Lemmon Survey | —         | MPC                           |
| 468739     | 2010 UU7   | 30 out 2010 | Kitt Peak      | Spacewatch          | —         | MPC                           |
| 468740     | 2010 UM97  | 28 out 2010 | Mount Lemmon   | Mount Lemmon Survey | —         | MPC                           |
| 468741     | 2010 VM1   | 2 nov 2010  | Haleakala      | Pan-STARRS          | —         | MPC                           |
| 468742     | 2010 VW51  | 19 abr 2006 | Mount Lemmon   | Mount Lemmon Survey | —         | MPC                           |
| 468743     | 2010 VB196 | 27 set 2006 | Mount Lemmon   | Mount Lemmon Survey | —         | MPC                           |
| 468744     | 2011 AJ4   | 10 mar 2007 | Kitt Peak      | Spacewatch          | —         | MPC                           |
| 468745     | 2011 AT38  | 21 dez 2006 | Mount Lemmon   | Mount Lemmon Survey | —         | MPC                           |
| 468746     | 2011 AK44  | 10 jan 2011 | Kitt Peak      | Spacewatch          | —         | MPC                           |
| 468747     | 2011 AC46  | 10 jan 2011 | Kitt Peak      | Spacewatch          | —         | MPC                           |
| 468748     | 2011 AG69  | 11 jan 2002 | Kitt Peak      | Spacewatch          | —         | MPC                           |
| 468749     | 2011 BZ8   | 4 dez 2005  | Kitt Peak      | Spacewatch          | —         | MPC                           |
| 468750     | 2011 BY36  | 14 jan 2011 | Kitt Peak      | Spacewatch          | Phocaea   | MPC                           |
| 468751     | 2011 BP79  | 16 nov 2010 | Mount Lemmon   | Mount Lemmon Survey | —         | MPC                           |
| 468752     | 2011 CY94  | 29 jul 2008 | Kitt Peak      | Spacewatch          | —         | MPC                           |
| 468753     | 2011 DZ19  | 18 abr 2007 | Kitt Peak      | Spacewatch          | —         | MPC                           |
| 468754     | 2011 FT21  | 26 nov 2009 | Mount Lemmon   | Mount Lemmon Survey | —         | MPC                           |
| 468755     | 2011 FF32  | 28 mar 2011 | Kitt Peak      | Spacewatch          | —         | MPC                           |
| 468756     | 2011 FF34  | 23 jan 2006 | Kitt Peak      | Spacewatch          | —         | MPC                           |
| 468757     | 2011 FP55  | 29 mar 2011 | Catalina       | CSS                 | Phocaea   | MPC                           |
| 468758     | 2011 GD57  | 28 jan 2011 | Mount Lemmon   | Mount Lemmon Survey | —         | MPC                           |
| 468759     | 2011 HZ67  | 13 mar 2011 | Mount Lemmon   | Mount Lemmon Survey | —         | MPC                           |
| 468760     | 2011 HX71  | 13 abr 2011 | Mount Lemmon   | Mount Lemmon Survey | —         | MPC                           |
| 468761     | 2011 HP95  | 19 abr 2007 | Mount Lemmon   | Mount Lemmon Survey | —         | MPC                           |
| 468762     | 2011 KU29  | 27 abr 2000 | Anderson Mesa  | LONEOS              | —         | MPC                           |
| 468763     | 2011 LX5   | 1 mar 2005  | Catalina       | CSS                 | —         | MPC                           |
| 468764     | 2011 MV5   | 3 jun 2011  | Mount Lemmon   | Mount Lemmon Survey | —         | MPC                           |
| 468765     | 2011 MN10  | 16 jan 2005 | Kitt Peak      | Spacewatch          | —         | MPC                           |
| 468766     | 2011 MO10  | 21 jun 2011 | Kitt Peak      | Spacewatch          | —         | MPC                           |
| 468767     | 2011 NW1   | 8 jun 2005  | Kitt Peak      | Spacewatch          | —         | MPC                           |
| 468768     | 2011 OR38  | 8 mai 2005  | Kitt Peak      | Spacewatch          | —         | MPC                           |
| 468769     | 2011 PP14  | 29 jun 2011 | Kitt Peak      | Spacewatch          | —         | MPC                           |
| 468770     | 2011 QV31  | 17 set 2006 | Catalina       | CSS                 | —         | MPC                           |
| 468771     | 2011 SB22  | 17 set 2006 | Kitt Peak      | Spacewatch          | Brangane  | MPC                           |
| 468772     | 2011 SD226 | 29 set 2011 | Mount Lemmon   | Mount Lemmon Survey | —         | MPC                           |
| 468773     | 2011 SR249 | 10 nov 2006 | Kitt Peak      | Spacewatch          | —         | MPC                           |
| 468774     | 2011 SN254 | 10 nov 2006 | Kitt Peak      | Spacewatch          | —         | MPC                           |
| 468775     | 2011 UQ89  | 26 set 2005 | Catalina       | CSS                 | —         | MPC                           |
| 468776     | 2011 UZ104 | 28 set 2006 | Mount Lemmon   | Mount Lemmon Survey | —         | MPC                           |
| 468777     | 2011 WC90  | 17 jan 2005 | Catalina       | CSS                 | —         | MPC                           |
| 468778     | 2011 WY148 | 2 dez 2010  | Mount Lemmon   | Mount Lemmon Survey | Vesta     | MPC                           |
| 468779     | 2011 YK33  | 25 jan 2009 | Kitt Peak      | Spacewatch          | —         | MPC                           |
| 468780     | 2011 YR58  | 24 out 2011 | Mount Lemmon   | Mount Lemmon Survey | Vesta     | MPC                           |
| 468781     | 2011 YR74  | 31 dez 2011 | Mount Lemmon   | Mount Lemmon Survey | Vesta     | MPC                           |
| 468782     | 2012 AV21  | 19 jan 2010 | WISE           | WISE                | Vesta     | MPC                           |
| 468783     | 2012 BX4   | 10 mar 2005 | Anderson Mesa  | LONEOS              | —         | MPC                           |
| 468784     | 2012 BQ52  | 17 out 2007 | Mount Lemmon   | Mount Lemmon Survey | —         | MPC                           |
| 468785     | 2012 BZ53  | 19 jan 2005 | Kitt Peak      | Spacewatch          | —         | MPC                           |
| 468786     | 2012 BR58  | 18 jan 2012 | Mount Lemmon   | Mount Lemmon Survey | Vesta     | MPC                           |
| 468787     | 2012 BR74  | 13 mar 2005 | Mount Lemmon   | Mount Lemmon Survey | —         | MPC                           |
| 468788     | 2012 DU50  | 19 ago 2006 | Kitt Peak      | Spacewatch          | —         | MPC                           |
| 468789     | 2012 DV69  | 21 jan 2012 | Kitt Peak      | Spacewatch          | —         | MPC                           |
| 468790     | 2012 DD89  | 3 nov 2007  | Kitt Peak      | Spacewatch          | —         | MPC                           |
| 468791     | 2012 EO7   | 4 mar 2005  | Kitt Peak      | Spacewatch          | —         | MPC                           |
| 468792     | 2012 FG12  | 11 mai 2005 | Mount Lemmon   | Mount Lemmon Survey | —         | MPC                           |
| 468793     | 2012 FC22  | 22 fev 2012 | Kitt Peak      | Spacewatch          | —         | MPC                           |
| 468794     | 2012 FE22  | 13 jan 2008 | Kitt Peak      | Spacewatch          | Mitidika  | MPC                           |
| 468795     | 2012 FM38  | 18 set 2003 | Kitt Peak      | Spacewatch          | —         | MPC                           |
| 468796     | 2012 FD44  | 10 jan 2008 | Mount Lemmon   | Mount Lemmon Survey | —         | MPC                           |
| 468797     | 2012 FC67  | 22 fev 2012 | Kitt Peak      | Spacewatch          | —         | MPC                           |
| 468798     | 2012 FX72  | 11 jun 2005 | Kitt Peak      | Spacewatch          | —         | MPC                           |
| 468799     | 2012 GH2   | 19 jan 2008 | Mount Lemmon   | Mount Lemmon Survey | —         | MPC                           |
| 468800     | 2012 HV8   | 17 abr 2012 | Kitt Peak      | Spacewatch          | —         | MPC                           |

## 468801–468900
| Designação | Designação | Descoberta  | Descoberta    | Descobridor(es)     | Categoria | Mais informações / Referência |
| Permanente | Provisória | Data        | Local         | Descobridor(es)     | Categoria | Mais informações / Referência |
| ---------- | ---------- | ----------- | ------------- | ------------------- | --------- | ----------------------------- |
| 468801     | 2012 HT16  | 21 abr 2012 | Kitt Peak     | Spacewatch          | —         | MPC                           |
| 468802     | 2012 HZ21  | 27 mar 2012 | Mount Lemmon  | Mount Lemmon Survey | —         | MPC                           |
| 468803     | 2012 HJ24  | 20 nov 2006 | Kitt Peak     | Spacewatch          | —         | MPC                           |
| 468804     | 2012 HF52  | 29 mar 2008 | Kitt Peak     | Spacewatch          | —         | MPC                           |
| 468805     | 2012 HG69  | 13 mai 2005 | Mount Lemmon  | Mount Lemmon Survey | —         | MPC                           |
| 468806     | 2012 KA18  | 18 dez 2007 | Mount Lemmon  | Mount Lemmon Survey | —         | MPC                           |
| 468807     | 2012 KA19  | 31 jan 2010 | WISE          | WISE                | —         | MPC                           |
| 468808     | 2012 KU25  | 29 mar 2012 | Kitt Peak     | Spacewatch          | —         | MPC                           |
| 468809     | 2012 LE    | 15 mai 2008 | Mount Lemmon  | Mount Lemmon Survey | —         | MPC                           |
| 468810     | 2012 LB4   | 16 set 2004 | Socorro       | LINEAR              | —         | MPC                           |
| 468811     | 2012 MC6   | 3 out 2005  | Catalina      | CSS                 | —         | MPC                           |
| 468812     | 2012 MT7   | 11 ago 2004 | Siding Spring | SSS                 | —         | MPC                           |
| 468813     | 2012 OT5   | 29 jul 2012 | Haleakala     | Pan-STARRS          | —         | MPC                           |
| 468814     | 2012 PQ39  | 23 fev 2007 | Mount Lemmon  | Mount Lemmon Survey | —         | MPC                           |
| 468815     | 2012 QW50  | 20 jul 2012 | Siding Spring | SSS                 | —         | MPC                           |
| 468816     | 2012 QX50  | 23 out 2008 | Kitt Peak     | Spacewatch          | —         | MPC                           |
| 468817     | 2012 SL14  | 8 mai 2010  | Mount Lemmon  | Mount Lemmon Survey | —         | MPC                           |
| 468818     | 2012 SM16  | 3 nov 2008  | Kitt Peak     | Spacewatch          | —         | MPC                           |
| 468819     | 2012 SP18  | 14 set 2007 | Mount Lemmon  | Mount Lemmon Survey | —         | MPC                           |
| 468820     | 2012 SY48  | 6 out 2008  | Mount Lemmon  | Mount Lemmon Survey | —         | MPC                           |
| 468821     | 2012 TC15  | 14 dez 2004 | Catalina      | CSS                 | —         | MPC                           |
| 468822     | 2012 TJ23  | 30 abr 2006 | Kitt Peak     | Spacewatch          | —         | MPC                           |
| 468823     | 2012 TG27  | 21 abr 2006 | Catalina      | CSS                 | —         | MPC                           |
| 468824     | 2012 TL42  | 8 ago 2007  | Socorro       | LINEAR              | —         | MPC                           |
| 468825     | 2012 TL60  | 15 set 2012 | Catalina      | CSS                 | —         | MPC                           |
| 468826     | 2012 TL78  | 13 dez 2004 | Kitt Peak     | Spacewatch          | —         | MPC                           |
| 468827     | 2012 TP93  | 24 ago 2007 | Kitt Peak     | Spacewatch          | —         | MPC                           |
| 468828     | 2012 TS118 | 17 set 2012 | Kitt Peak     | Spacewatch          | Brangane  | MPC                           |
| 468829     | 2012 TK121 | 16 set 2012 | Kitt Peak     | Spacewatch          | —         | MPC                           |
| 468830     | 2012 TR143 | 7 nov 2008  | Mount Lemmon  | Mount Lemmon Survey | —         | MPC                           |
| 468831     | 2012 TR210 | 3 nov 2008  | Mount Lemmon  | Mount Lemmon Survey | —         | MPC                           |
| 468832     | 2012 TO217 | 1 jan 2009  | Kitt Peak     | Spacewatch          | Brangane  | MPC                           |
| 468833     | 2012 TM271 | 18 nov 2007 | Mount Lemmon  | Mount Lemmon Survey | —         | MPC                           |
| 468834     | 2012 TH322 | 24 abr 2010 | WISE          | WISE                | —         | MPC                           |
| 468835     | 2012 UD1   | 27 mai 2011 | Kitt Peak     | Spacewatch          | —         | MPC                           |
| 468836     | 2012 UR8   | 27 fev 2009 | Mount Lemmon  | Mount Lemmon Survey | —         | MPC                           |
| 468837     | 2012 UP27  | 23 set 2012 | Mount Lemmon  | Mount Lemmon Survey | —         | MPC                           |
| 468838     | 2012 UM31  | 20 set 2003 | Anderson Mesa | LONEOS              | —         | MPC                           |
| 468839     | 2012 UA37  | 13 set 2007 | Catalina      | CSS                 | —         | MPC                           |
| 468840     | 2012 UZ58  | 2 out 2006  | Mount Lemmon  | Mount Lemmon Survey | —         | MPC                           |
| 468841     | 2012 UQ85  | 6 out 2012  | Kitt Peak     | Spacewatch          | —         | MPC                           |
| 468842     | 2012 UZ101 | 20 nov 2001 | Socorro       | LINEAR              | —         | MPC                           |
| 468843     | 2012 VX6   | 9 mar 2011  | Catalina      | CSS                 | —         | MPC                           |
| 468844     | 2012 VZ7   | 8 abr 2010  | Kitt Peak     | Spacewatch          | —         | MPC                           |
| 468845     | 2012 VG14  | 8 mai 2005  | Kitt Peak     | Spacewatch          | —         | MPC                           |
| 468846     | 2012 VK111 | 25 out 2012 | Kitt Peak     | Spacewatch          | —         | MPC                           |
| 468847     | 2012 WT5   | 21 jun 2011 | Kitt Peak     | Spacewatch          | —         | MPC                           |
| 468848     | 2012 XM93  | 11 nov 2007 | Mount Lemmon  | Mount Lemmon Survey | —         | MPC                           |
| 468849     | 2012 XA111 | 2 fev 2008  | Catalina      | CSS                 | —         | MPC                           |
| 468850     | 2012 XZ134 | 27 abr 2003 | Anderson Mesa | LONEOS              | —         | MPC                           |
| 468851     | 2013 AM28  | 31 dez 2007 | Mount Lemmon  | Mount Lemmon Survey | —         | MPC                           |
| 468852     | 2013 AJ92  | 2 out 2009  | Mount Lemmon  | Mount Lemmon Survey | Vesta     | MPC                           |
| 468853     | 2013 AT131 | 7 jan 2013  | Kitt Peak     | Spacewatch          | Vesta     | MPC                           |
| 468854     | 2013 AA133 | 5 jan 2013  | Kitt Peak     | Spacewatch          | Vesta     | MPC                           |
| 468855     | 2013 AK133 | 19 jan 2010 | WISE          | WISE                | Vesta     | MPC                           |
| 468856     | 2013 CK59  | 30 out 2010 | Kitt Peak     | Spacewatch          | Vesta     | MPC                           |
| 468857     | 2013 DD    | 16 fev 2013 | Catalina      | CSS                 | —         | MPC                           |
| 468858     | 2013 EG20  | 7 abr 2008  | Mount Lemmon  | Mount Lemmon Survey | Juno      | MPC                           |
| 468859     | 2013 GY17  | 11 abr 2005 | Mount Lemmon  | Mount Lemmon Survey | —         | MPC                           |
| 468860     | 2013 HW10  | 13 nov 2006 | Catalina      | CSS                 | —         | MPC                           |
| 468861     | 2013 LU28  | 8 jun 2013  | Mount Lemmon  | Mount Lemmon Survey | —         | MPC                           |
| 468862     | 2013 NG21  | 10 out 2007 | Mount Lemmon  | Mount Lemmon Survey | —         | MPC                           |
| 468863     | 2013 PW4   | 2 set 2010  | Mount Lemmon  | Mount Lemmon Survey | —         | MPC                           |
| 468864     | 2013 PM5   | 21 fev 2009 | Kitt Peak     | Spacewatch          | —         | MPC                           |
| 468865     | 2013 PM37  | 17 nov 2006 | Kitt Peak     | Spacewatch          | —         | MPC                           |
| 468866     | 2013 PB51  | 19 out 2010 | Mount Lemmon  | Mount Lemmon Survey | —         | MPC                           |
| 468867     | 2013 PB63  | 2 abr 2006  | Kitt Peak     | Spacewatch          | —         | MPC                           |
| 468868     | 2013 PO73  | 21 jul 2006 | Mount Lemmon  | Mount Lemmon Survey | —         | MPC                           |
| 468869     | 2013 QJ49  | 30 set 2006 | Kitt Peak     | Spacewatch          | —         | MPC                           |
| 468870     | 2013 QF66  | 29 out 2003 | Kitt Peak     | Spacewatch          | —         | MPC                           |
| 468871     | 2013 QR75  | 25 jul 2006 | Mount Lemmon  | Mount Lemmon Survey | —         | MPC                           |
| 468872     | 2013 QW81  | 27 set 2003 | Kitt Peak     | Spacewatch          | —         | MPC                           |
| 468873     | 2013 QH84  | 21 jul 2006 | Mount Lemmon  | Mount Lemmon Survey | —         | MPC                           |
| 468874     | 2013 RH22  | 3 nov 2010  | Mount Lemmon  | Mount Lemmon Survey | —         | MPC                           |
| 468875     | 2013 RS31  | 3 mai 2010  | WISE          | WISE                | —         | MPC                           |
| 468876     | 2013 RA61  | 9 nov 2009  | Socorro       | LINEAR              | —         | MPC                           |
| 468877     | 2013 RM85  | 27 set 2006 | Mount Lemmon  | Mount Lemmon Survey | —         | MPC                           |
| 468878     | 2013 RD88  | 4 jan 2006  | Kitt Peak     | Spacewatch          | —         | MPC                           |
| 468879     | 2013 SW77  | 14 dez 2010 | Mount Lemmon  | Mount Lemmon Survey | —         | MPC                           |
| 468880     | 2013 TW14  | 8 mai 2005  | Kitt Peak     | Spacewatch          | —         | MPC                           |
| 468881     | 2013 TB49  | 2 abr 2006  | Kitt Peak     | Spacewatch          | —         | MPC                           |
| 468882     | 2013 TO74  | 6 abr 2005  | Mount Lemmon  | Mount Lemmon Survey | —         | MPC                           |
| 468883     | 2013 TZ132 | 26 set 2006 | Kitt Peak     | Spacewatch          | —         | MPC                           |
| 468884     | 2013 UV9   | 6 set 1996  | Kitt Peak     | Spacewatch          | —         | MPC                           |
| 468885     | 2013 UP11  | 29 out 2006 | Catalina      | CSS                 | —         | MPC                           |
| 468886     | 2013 VC7   | 26 out 2013 | Catalina      | CSS                 | —         | MPC                           |
| 468887     | 2013 WC35  | 5 dez 2008  | Kitt Peak     | Spacewatch          | Brangane  | MPC                           |
| 468888     | 2013 WQ67  | 29 jul 2000 | Anderson Mesa | LONEOS              | —         | MPC                           |
| 468889     | 2013 WO87  | 10 mai 2006 | Mount Lemmon  | Mount Lemmon Survey | —         | MPC                           |
| 468890     | 2013 WJ97  | 3 out 2013  | Mount Lemmon  | Mount Lemmon Survey | —         | MPC                           |
| 468891     | 2013 XR9   | 20 dez 2009 | Mount Lemmon  | Mount Lemmon Survey | —         | MPC                           |
| 468892     | 2013 XN14  | 19 out 2007 | Catalina      | CSS                 | Brangane  | MPC                           |
| 468893     | 2013 YK24  | 23 set 2008 | Catalina      | CSS                 | —         | MPC                           |
| 468894     | 2013 YR29  | 25 fev 2011 | Kitt Peak     | Spacewatch          | —         | MPC                           |
| 468895     | 2013 YY30  | 12 nov 2013 | Mount Lemmon  | Mount Lemmon Survey | —         | MPC                           |
| 468896     | 2013 YC76  | 18 jan 2009 | Kitt Peak     | Spacewatch          | Brangane  | MPC                           |
| 468897     | 2013 YN92  | 20 mar 2010 | Mount Lemmon  | Mount Lemmon Survey | —         | MPC                           |
| 468898     | 2013 YV109 | 21 out 2008 | Kitt Peak     | Spacewatch          | —         | MPC                           |
| 468899     | 2013 YW109 | 5 jun 2005  | Kitt Peak     | Spacewatch          | —         | MPC                           |
| 468900     | 2013 YD113 | 14 jul 2010 | WISE          | WISE                | —         | MPC                           |

## 468901–469000
| Designação | Designação | Descoberta  | Descoberta       | Descobridor(es)     | Categoria | Mais informações / Referência |
| Permanente | Provisória | Data        | Local            | Descobridor(es)     | Categoria | Mais informações / Referência |
| ---------- | ---------- | ----------- | ---------------- | ------------------- | --------- | ----------------------------- |
| 468901     | 2013 YK113 | 29 ago 2009 | Kitt Peak        | Spacewatch          | —         | MPC                           |
| 468902     | 2014 AH6   | 9 fev 2010  | WISE             | WISE                | —         | MPC                           |
| 468903     | 2014 AE31  | 27 nov 2009 | Mount Lemmon     | Mount Lemmon Survey | —         | MPC                           |
| 468904     | 2014 AK39  | 26 nov 2009 | Mount Lemmon     | Mount Lemmon Survey | —         | MPC                           |
| 468905     | 2014 AH42  | 12 abr 2010 | WISE             | WISE                | —         | MPC                           |
| 468906     | 2014 AB50  | 16 set 2006 | Catalina         | CSS                 | —         | MPC                           |
| 468907     | 2014 BC43  | 16 ago 2012 | Siding Spring    | SSS                 | —         | MPC                           |
| 468908     | 2014 BS61  | 25 fev 2003 | Campo Imperatore | CINEOS              | —         | MPC                           |
| 468909     | 2014 KZ44  | 24 mai 2014 | Haleakala        | Pan-STARRS          | —         | MPC                           |
| 468910     | 2014 KQ76  | 26 mai 2014 | Haleakala        | Pan-STARRS          | —         | MPC                           |
| 468911     | 2014 RV11  | 10 mar 2005 | Kitt Peak        | Spacewatch          | —         | MPC                           |
| 468912     | 2014 SP261 | 17 set 2006 | Catalina         | CSS                 | —         | MPC                           |
| 468913     | 2014 TB35  | 26 set 2006 | Kitt Peak        | Spacewatch          | —         | MPC                           |
| 468914     | 2014 TN57  | 5 out 2014  | Mount Lemmon     | Mount Lemmon Survey | —         | MPC                           |
| 468915     | 2014 UC51  | 27 out 2005 | Mount Lemmon     | Mount Lemmon Survey | —         | MPC                           |
| 468916     | 2014 VC1   | 6 jan 2005  | Socorro          | LINEAR              | —         | MPC                           |
| 468917     | 2014 VS1   | 23 ago 2001 | Kitt Peak        | Spacewatch          | —         | MPC                           |
| 468918     | 2014 VK21  | 20 dez 2001 | Kitt Peak        | Spacewatch          | —         | MPC                           |
| 468919     | 2014 WH    | 16 set 2006 | Catalina         | CSS                 | —         | MPC                           |
| 468920     | 2014 WY5   | 22 nov 2006 | Kitt Peak        | Spacewatch          | —         | MPC                           |
| 468921     | 2014 WF123 | 21 nov 2003 | Kitt Peak        | Spacewatch          | —         | MPC                           |
| 468922     | 2014 WE186 | 22 jan 2004 | Socorro          | LINEAR              | —         | MPC                           |
| 468923     | 2014 WK363 | 2 fev 2005  | Socorro          | LINEAR              | —         | MPC                           |
| 468924     | 2014 WT389 | 28 mar 2011 | Mount Lemmon     | Mount Lemmon Survey | —         | MPC                           |
| 468925     | 2014 WD427 | 25 dez 2000 | Kitt Peak        | Spacewatch          | —         | MPC                           |
| 468926     | 2014 WQ428 | 19 mar 2010 | WISE             | WISE                | —         | MPC                           |
| 468927     | 2014 WZ467 | 23 dez 2001 | Kitt Peak        | Spacewatch          | —         | MPC                           |
| 468928     | 2014 WA481 | 15 jun 2010 | WISE             | WISE                | —         | MPC                           |
| 468929     | 2014 YG5   | 18 mar 2010 | Catalina         | CSS                 | —         | MPC                           |
| 468930     | 2014 YB24  | 20 set 2008 | Mount Lemmon     | Mount Lemmon Survey | —         | MPC                           |
| 468931     | 2014 YM38  | 25 mar 2007 | Mount Lemmon     | Mount Lemmon Survey | —         | MPC                           |
| 468932     | 2015 AG1   | 11 dez 2010 | Mount Lemmon     | Mount Lemmon Survey | Phocaea   | MPC                           |
| 468933     | 2015 AO2   | 21 jun 2010 | WISE             | WISE                | —         | MPC                           |
| 468934     | 2015 AH3   | 16 jan 2005 | Kitt Peak        | Spacewatch          | —         | MPC                           |
| 468935     | 2015 AR3   | 19 mai 2010 | WISE             | WISE                | —         | MPC                           |
| 468936     | 2015 AW7   | 11 out 2005 | Kitt Peak        | Spacewatch          | —         | MPC                           |
| 468937     | 2015 AE9   | 3 mar 2005  | Kitt Peak        | Spacewatch          | —         | MPC                           |
| 468938     | 2015 AJ9   | 9 set 2007  | Kitt Peak        | Spacewatch          | —         | MPC                           |
| 468939     | 2015 AO10  | 20 set 2001 | Socorro          | LINEAR              | —         | MPC                           |
| 468940     | 2015 AF12  | 4 set 2013  | Mount Lemmon     | Mount Lemmon Survey | —         | MPC                           |
| 468941     | 2015 AD13  | 8 mai 2010  | WISE             | WISE                | —         | MPC                           |
| 468942     | 2015 AL15  | 15 mar 2007 | Mount Lemmon     | Mount Lemmon Survey | —         | MPC                           |
| 468943     | 2015 AR15  | 14 jun 2010 | WISE             | WISE                | —         | MPC                           |
| 468944     | 2015 AS15  | 28 nov 2005 | Kitt Peak        | Spacewatch          | —         | MPC                           |
| 468945     | 2015 AK16  | 12 jan 2010 | WISE             | WISE                | —         | MPC                           |
| 468946     | 2015 AD18  | 11 out 1996 | Kitt Peak        | Spacewatch          | —         | MPC                           |
| 468947     | 2015 AE18  | 28 set 2009 | Mount Lemmon     | Mount Lemmon Survey | —         | MPC                           |
| 468948     | 2015 AW19  | 11 out 2007 | Catalina         | CSS                 | —         | MPC                           |
| 468949     | 2015 AL20  | 8 nov 2007  | Mount Lemmon     | Mount Lemmon Survey | —         | MPC                           |
| 468950     | 2015 AU25  | 13 mar 2007 | Kitt Peak        | Spacewatch          | —         | MPC                           |
| 468951     | 2015 AJ26  | 22 jun 2010 | WISE             | WISE                | —         | MPC                           |
| 468952     | 2015 AT27  | 18 dez 2004 | Mount Lemmon     | Mount Lemmon Survey | —         | MPC                           |
| 468953     | 2015 AM28  | 22 jan 1998 | Kitt Peak        | Spacewatch          | —         | MPC                           |
| 468954     | 2015 AM30  | 18 fev 2010 | Mount Lemmon     | Mount Lemmon Survey | —         | MPC                           |
| 468955     | 2015 AC34  | 25 jan 2006 | Kitt Peak        | Spacewatch          | —         | MPC                           |
| 468956     | 2015 AV34  | 18 dez 2009 | Kitt Peak        | Spacewatch          | —         | MPC                           |
| 468957     | 2015 AY34  | 5 jan 2006  | Mount Lemmon     | Mount Lemmon Survey | —         | MPC                           |
| 468958     | 2015 AH38  | 7 fev 2000  | Kitt Peak        | Spacewatch          | —         | MPC                           |
| 468959     | 2015 AO39  | 3 set 2008  | Kitt Peak        | Spacewatch          | —         | MPC                           |
| 468960     | 2015 AZ41  | 14 mai 2009 | Kitt Peak        | Spacewatch          | —         | MPC                           |
| 468961     | 2015 AR42  | 22 set 2008 | Kitt Peak        | Spacewatch          | —         | MPC                           |
| 468962     | 2015 AY42  | 22 dez 2003 | Kitt Peak        | Spacewatch          | —         | MPC                           |
| 468963     | 2015 AN43  | 2 fev 2005  | Kitt Peak        | Spacewatch          | —         | MPC                           |
| 468964     | 2015 AO46  | 18 dez 2001 | Socorro          | LINEAR              | —         | MPC                           |
| 468965     | 2015 AS46  | 14 fev 2010 | Catalina         | CSS                 | —         | MPC                           |
| 468966     | 2015 AO47  | 24 mai 2010 | WISE             | WISE                | —         | MPC                           |
| 468967     | 2015 AC49  | 1 fev 2012  | Kitt Peak        | Spacewatch          | —         | MPC                           |
| 468968     | 2015 AH52  | 19 nov 2003 | Catalina         | CSS                 | —         | MPC                           |
| 468969     | 2015 AV54  | 3 nov 2007  | Mount Lemmon     | Mount Lemmon Survey | —         | MPC                           |
| 468970     | 2015 AM67  | 2 out 2013  | Mount Lemmon     | Mount Lemmon Survey | —         | MPC                           |
| 468971     | 2015 AK77  | 24 mai 2010 | WISE             | WISE                | —         | MPC                           |
| 468972     | 2015 AQ83  | 28 out 2006 | Mount Lemmon     | Mount Lemmon Survey | Mitidika  | MPC                           |
| 468973     | 2015 AQ87  | 9 set 2008  | Mount Lemmon     | Mount Lemmon Survey | —         | MPC                           |
| 468974     | 2015 AH92  | 9 out 2008  | Catalina         | CSS                 | —         | MPC                           |
| 468975     | 2015 AZ94  | 9 fev 2010  | Kitt Peak        | Spacewatch          | —         | MPC                           |
| 468976     | 2015 AJ99  | 31 dez 2007 | Mount Lemmon     | Mount Lemmon Survey | —         | MPC                           |
| 468977     | 2015 AP101 | 9 jan 2002  | Socorro          | LINEAR              | —         | MPC                           |
| 468978     | 2015 AC110 | 13 fev 2004 | Kitt Peak        | Spacewatch          | —         | MPC                           |
| 468979     | 2015 AV111 | 6 mai 2011  | Kitt Peak        | Spacewatch          | Brangane  | MPC                           |
| 468980     | 2015 AZ124 | 25 fev 2006 | Kitt Peak        | Spacewatch          | —         | MPC                           |
| 468981     | 2015 AU125 | 4 abr 2008  | Catalina         | CSS                 | —         | MPC                           |
| 468982     | 2015 AN128 | 10 abr 2005 | Mount Lemmon     | Mount Lemmon Survey | —         | MPC                           |
| 468983     | 2015 AR133 | 8 mai 2010  | WISE             | WISE                | —         | MPC                           |
| 468984     | 2015 AG137 | 6 dez 2005  | Kitt Peak        | Spacewatch          | —         | MPC                           |
| 468985     | 2015 AU137 | 27 fev 2006 | Kitt Peak        | Spacewatch          | —         | MPC                           |
| 468986     | 2015 AM151 | 17 nov 2008 | Kitt Peak        | Spacewatch          | —         | MPC                           |
| 468987     | 2015 AP152 | 15 out 2007 | Kitt Peak        | Spacewatch          | Ursula    | MPC                           |
| 468988     | 2015 AC155 | 7 jan 2005  | Kitt Peak        | Spacewatch          | —         | MPC                           |
| 468989     | 2015 AL156 | 14 dez 2010 | Mount Lemmon     | Mount Lemmon Survey | —         | MPC                           |
| 468990     | 2015 AO159 | 28 jan 2006 | Kitt Peak        | Spacewatch          | —         | MPC                           |
| 468991     | 2015 AQ162 | 16 mar 2007 | Mount Lemmon     | Mount Lemmon Survey | —         | MPC                           |
| 468992     | 2015 AT165 | 13 jun 2005 | Kitt Peak        | Spacewatch          | —         | MPC                           |
| 468993     | 2015 AS167 | 26 out 2008 | Kitt Peak        | Spacewatch          | Brangane  | MPC                           |
| 468994     | 2015 AM169 | 9 mar 2011  | Kitt Peak        | Spacewatch          | —         | MPC                           |
| 468995     | 2015 AX172 | 24 set 2008 | Mount Lemmon     | Mount Lemmon Survey | —         | MPC                           |
| 468996     | 2015 AX174 | 17 dez 2003 | Kitt Peak        | Spacewatch          | Brangane  | MPC                           |
| 468997     | 2015 AO177 | 21 fev 2006 | Mount Lemmon     | Mount Lemmon Survey | Eos       | MPC                           |
| 468998     | 2015 AZ177 | 24 nov 2006 | Mount Lemmon     | Mount Lemmon Survey | —         | MPC                           |
| 468999     | 2015 AL179 | 31 dez 2007 | Mount Lemmon     | Mount Lemmon Survey | —         | MPC                           |
| 469000     | 2015 AD181 | 29 out 1999 | Kitt Peak        | Spacewatch          | —         | MPC                           |